# Kleidermode zur Zeit des Dreißigjährigen Krieges

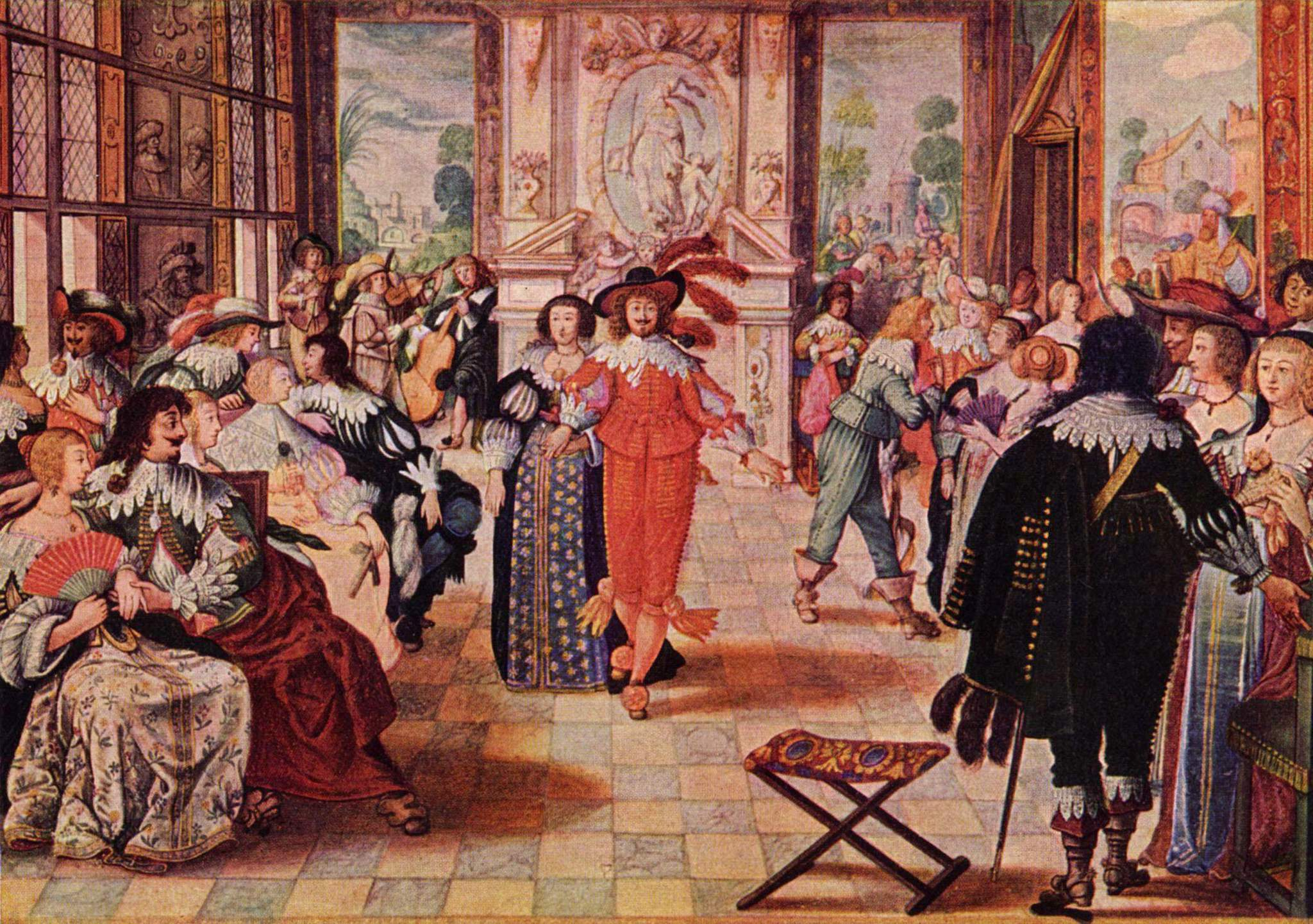
Abraham Bosse: Der Ball, 1633–1634, Gemäldegalerie Berlin

Mit dem anbrechenden 17. Jahrhundert machte sich zunehmend Widerstand gegen das steife Wesen der spanischen Mode breit, die allerdings zum Teil noch bis etwa 1640 nachwirkte. Die Kleidermode zur Zeit des Dreißigjährigen Krieges war durch ein Streben nach mehr Bequemlichkeit, Freiheit und einer natürlichen lässigen Eleganz geprägt.

## Einflüsse

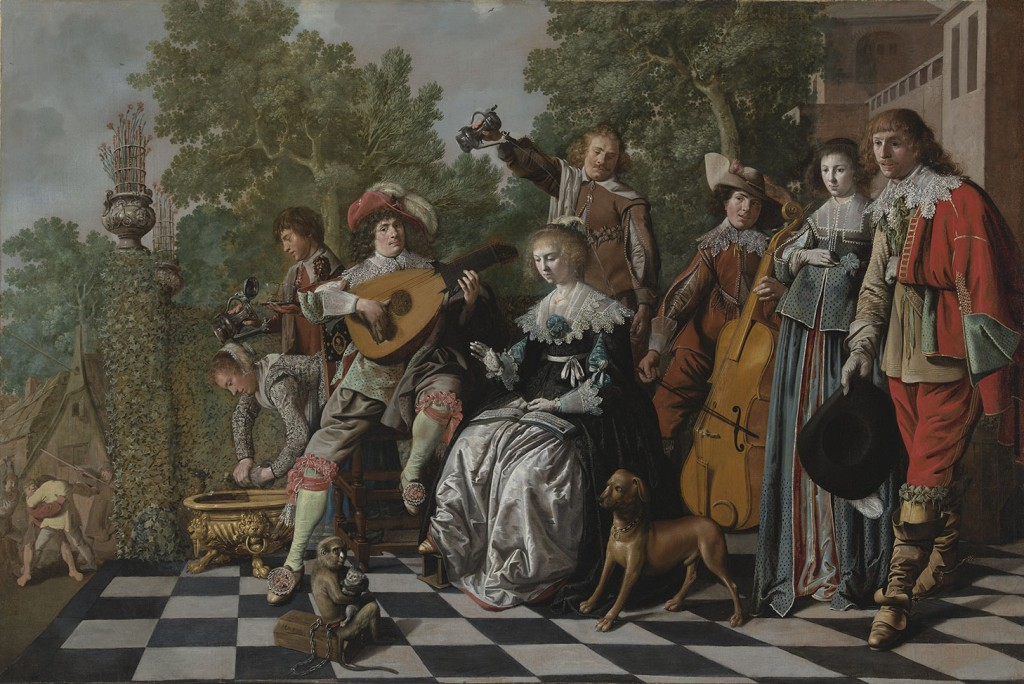
Jan Miense Molenaer: Allegorie auf die Eheliche Treue, ca. 1633–1636

Die Epoche zwischen etwa 1620 bis 1650 ist eine Übergangsperiode, die ein nicht ganz einheitliches Bild zeigt. In verschiedenen Ländern gab es deutliche Unterschiede, je nachdem ob man sich noch stärker an der spanischen Mode (auch Religion und Kultur) orientierte – Spanien hielt noch lange an einer eigenen, sehr konservativen und strengen Kleidung fest – oder bereits dem neueren Einfluss Frankreichs folgte, der sich später ab etwa 1650 dann endgültig durchsetzte.
Zuweilen wird behauptet, die Mode dieser Zeit habe unter niederländischem oder flämischem Einfluss gestanden. Dieser Eindruck entsteht jedoch vor allem durch die gleichzeitige Hochblüte der Malerei in diesen Ländern mit einer wahren Flut von Genrebildern und Porträts, und dürfte weniger die tatsächlichen Gegebenheiten bezüglich eines niederländischen Einflusses auf die allgemeine Mode spiegeln. Im Gegenteil zeigen Porträts von Malern wie Frans Hals, Rembrandt, Verspronck und anderen Malern, dass die wohlhabenden, reformierten Bürger der nördlichen Niederlande zu einem eher asketisch-puritanischen Kleidungsstil mit viel Schwarz und weniger Zierrat und Spitzen neigten als der allgemeine frühbarocke Modetrend.
Interessanterweise gab es eine ähnliche, wenn auch im Detail etwas andere Tendenz zu asketischem Schwarz, schmucklosen Kragen (Golillas) und Gewändern ausgerechnet im hochkatholischen Süden, besonders in Spanien, das während dieser Zeit allerdings (nicht nur modisch) ins Abseits geriet, besonders in der Damenmode, wo der Reifrock nicht nur beibehalten wurde, sondern sich sogar verbreiterte bis hin zu enormen Dimensionen um 1650–1670 (siehe Porträts von Velázquez u. a.).

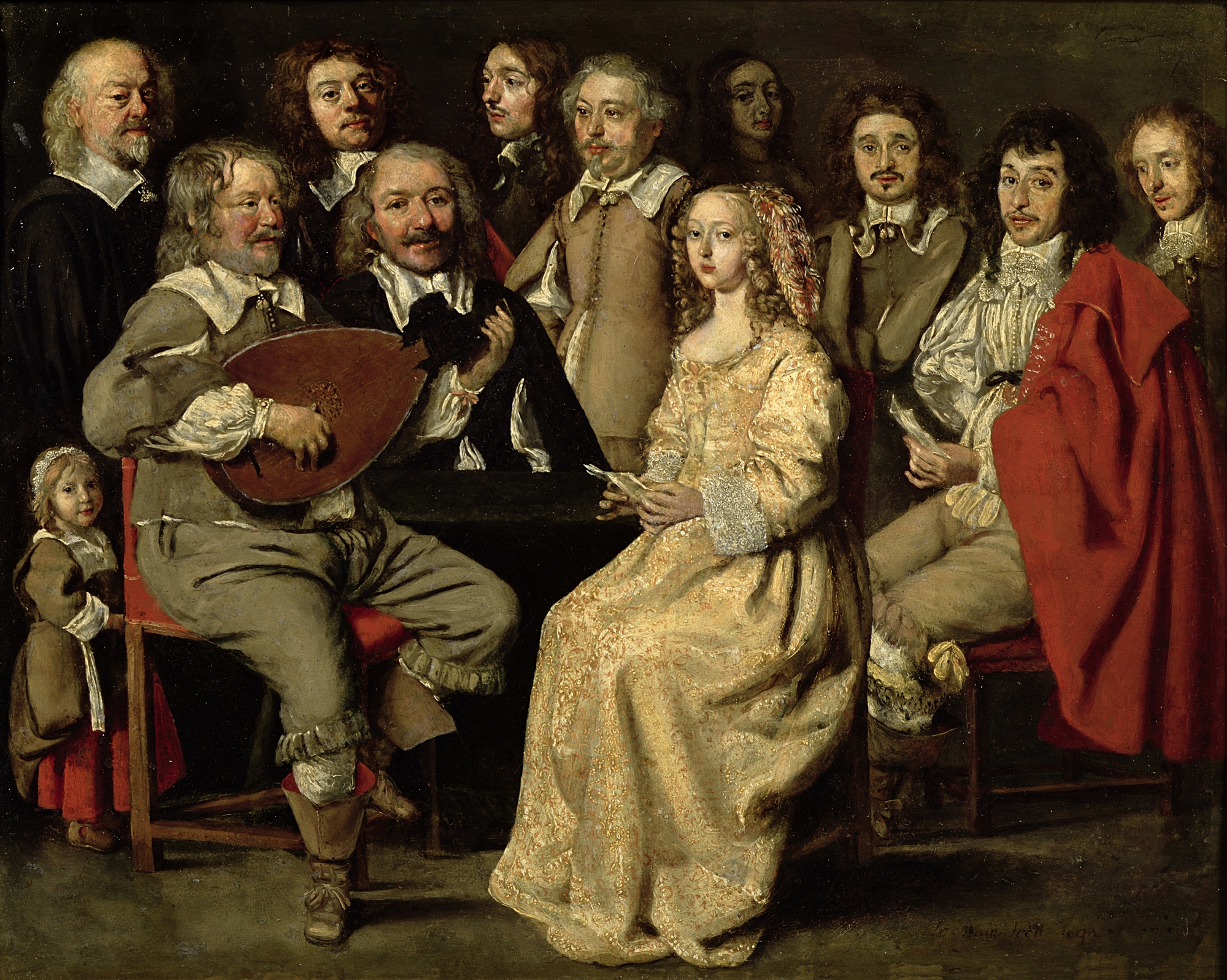
Antoine (und Louis?) Le Nain: Musikalische Gesellschaft, 1642.

Die Tracht erhielt ihren Charakter teilweise auch durch den Dreißigjährigen Krieg, doch wurde die internationale Mode von den 1620er Jahren an bereits zunehmend von Frankreich geprägt, welches durch das Kriegsgeschehen weniger stark involviert war. Die eleganteste und fortschrittlichste Kleidung – das was man als 'neueste Mode' bezeichnet – wurde in dieser Epoche am französischen Hof und in England (unter französischem Einfluss) getragen, die als modische Vorreiter gelten können. Davon zeugen beispielsweise Stiche von Abraham Bosse und Wenzel Hollar, sowie Porträts der Brüder Beaubrun vom französischen Hof, und ganz besonders die Porträts von Anthonis van Dyck, der jahrelang am Hofe Karls I. von England und seiner französischen Frau Henrietta Maria wirkte.
In Deutschland gab es ab etwa 1630 eine Literatur, die sich gegen die französische Mode und alles „Wälsche“ sträubte, die Autoren wie Grimmelshausen, Logau oder Moscherosch als „unteutsch“ und stutzerhaft empfanden. Besonders der „à la mode“ gekleidete Herr wurde dabei gnadenlos aufs Korn genommen.
Es gab verschiedene Versuche, allzu großen Kleiderluxus und Hang zu Spitzen und Zierrat einzudämmen, auch in Frankreich selber versuchte man dies beispielsweise durch ein Edikt von 1633 (siehe Abb. von Abraham Bosse). Genützt hat es anscheinend nur wenig.

Reform-Kleidung nach dem Edikt von 1633
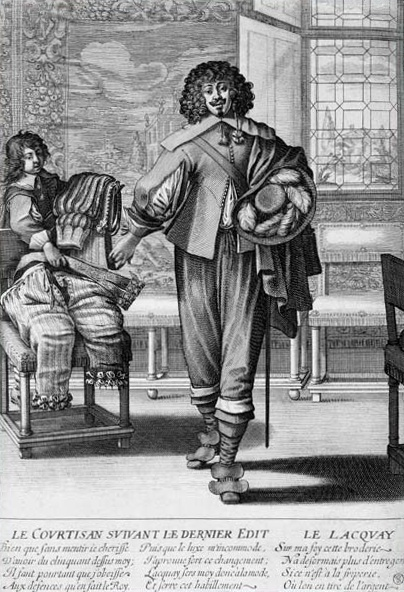
Ein Edelmann wechselt seine prächtigen Gewänder gegen einfachere nach dem Kleider-Edikt von 1633 (Stich von Abraham Bosse).
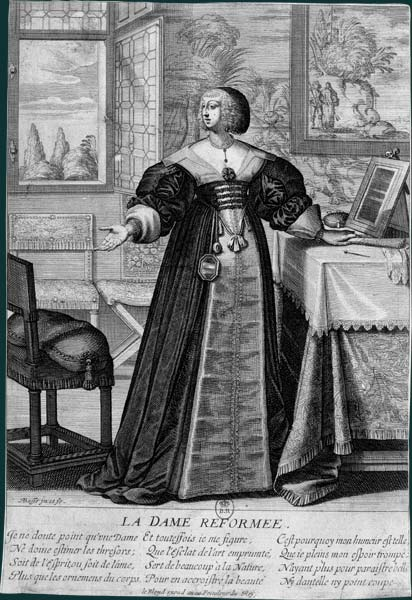
Auch die Damen müssen sich schlichter gewanden (A. Bosse: La Dame Reformee), ca. 1633

## Allgemeine Kennzeichen
Im Vergleich mit der vorherigen Betonung einer hohen und schlanken Figur war die Silhouette in den 1620 bis 1650er Jahren für beide Geschlechter deutlich rundlicher und breiter. Dieser Eindruck wurde jedoch weniger durch ausgestopfte und wattierte Kleidung erreicht – wie in der spanischen Mode –, sondern einerseits durch hochtaillierte Gewänder für beide Geschlechter (vor allem ab etwa 1630), und andererseits durch weite Schnitte und große, ausladende Stoffmassen, sowohl für Hosen als auch für Röcke; bei Herren auch durch weite Umhänge und Mäntel.
Die frühbarocke Mode hatte außerdem einen Hang zum Verspielten, Blumigen, und Lieblichen: Sie war (nach wie vor) geprägt von einer großen und allgemeinen Vorliebe für Spitzen, die von beiden Geschlechtern vor allem an Kragen und Manschetten getragen wurden, von Frauen auch am Häubchen, von Herren auch an der Schärpe oder an den Knien.
Dazu kamen Bänder, Schleifen und Rosetten. Die spanischen Halskrausen kamen nach und nach aus der Mode und machten immer mehr flachen und breiten Kragen Platz.
Die Übergänge zur Mode unter Ludwig XIV. sind fließend, da diese bereits eine frühe Phase kannte, die schon ab etwa 1640 begann. Vor allem rutschen um die Mitte des Jahrhunderts die Taillen nach und nach in ihre normale Position zurück. Insgesamt geht der Trend nun wieder mehr in eine hohe schlankere Richtung.

## Herrenmode

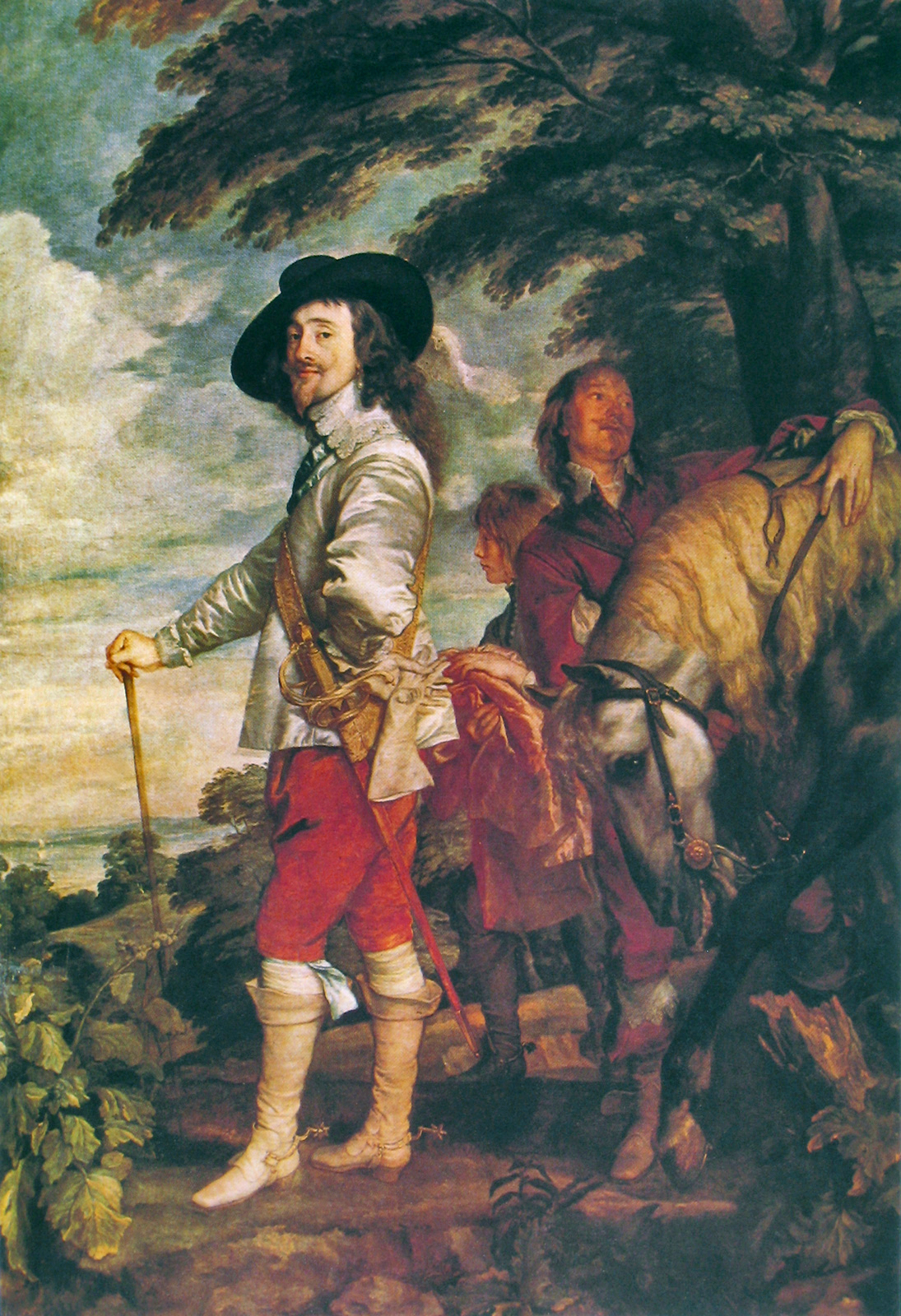
Anthonis van Dyck: Karl I. von England, 1635

Bei den Herren bestimmten das Bild jetzt ein hochtailliertes Wams mit weiten Schößen und ein weiter Rock, darüber ein in der Form letzterem gleicher Koller. Manchmal wurde das Wams an Ärmeln oder Brust mit Zierschlitzen versehen, aus denen das weiße Unterhemd hervorsah. In den 1620er Jahren wurden immer noch Halskrausen getragen, die aber immer öfter ungestärkt waren, dann also lose und leger auf die Schultern fielen; bei Amtstrachten z. B. in den Niederlanden hielt sich die Krause auch noch etwas länger. Ansonsten wurde nun ein breiter Spitzenkragen modern, der z. T. die ganzen Schultern bedeckte. Dazu gehörte eine sehr weite, etwa knielange Pumphose, die nun nicht mehr ausgestopft war wie zuvor, sondern in lockeren Falten um die Oberschenkel fiel. Die Hose wurde am Knie oft mit einer Schleife gebunden und war passend zum Wams zunächst hochtailliert, die Taille lag also über dem Bauch, bevor sie sie in der Mitte des Jahrhunderts wieder nach unten in ihre natürliche Lage rutschte.
Das Kostüm wurde vervollständigt durch einen an einem breiten Bandelier getragenen Degen und einen großen Schlapphut: ein weicher Filzhut mit breiter, vorn, seitlich, hinten oder an zwei Stellen aufgeschlagener Krempe, der mit einer oder mehreren Straußenfedern geschmückt war.

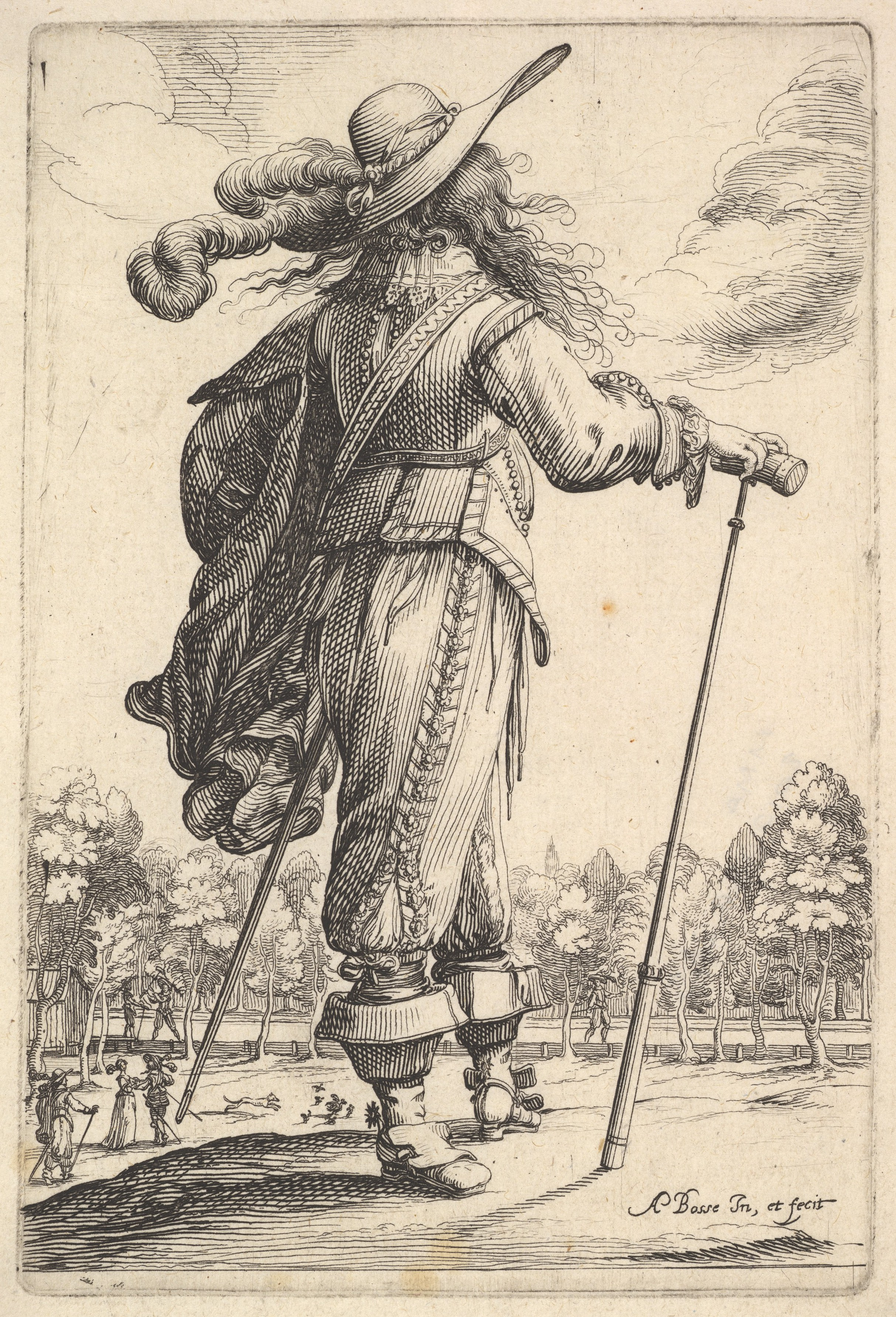
Abraham Bosse: Edelmann mit Croquetschläger, 1629

Groß in Mode (und im Krieg notwendig) waren hohe, bis über die Knie reichende Stiefel aus Leder, dem gewöhnlich die natürliche Farbe belassen war, am Rande mit Zacken oder Spitzen versehen und großen Sporen an breiten, oft den ganzen Fuß bedeckenden Sporenledern. Diese Bekleidung trugen während des Krieges nicht nur Söldner und Soldaten, sondern auch die gebildete Männerwelt. Die hohen Stiefel wurden am Stulp über oder unter dem Knie umgeschlagen (Stulpenstiefel), oder die Stiefel wurden weit herabgeschoben, so dass die Hose zu sehen war, die manchmal einen Spitzenbesatz hatte, oder mit Bändern geziert war. Bekannt sind Darstellungen in Gemälden von Peter Paul Rubens und Anthonis van Dyck oder auch Die Nachtwache von Rembrandt.
An den Höfen oder in einem weniger kriegerischen Kontext wurden auch Halbschuhe getragen, die an der Seite offen sein konnten, und sehr häufig mit einer großen Schleife oder einer großen Rosette geschmückt waren (Stiche von Abraham Bosse, Callot, Gemälde von Dirck Hals etc.).
Die Herren trugen außerdem viele Spitzen, Schleifen und Bänder. Bei sogenannten Modenarren konnte dies Kostüm etwas 'entarten' – jedenfalls aus der Sicht der deutschen Kritiker oder der englischen Puritaner.
Das Haar der Herren wurde zwischen 1620 und 1650 immer länger, häufig fiel es bis auf den Kragen. Nach 1630 wurde außerdem welliges und lockiges Haar modern. Manche Männer ließen auch nur eine oder zwei lange Strähnen im Nacken wachsen, die man auch zu einem Zopf flechten oder mit einer Schleife abbinden konnte – diese Frisur nannte man 'Cadenettes' nach dem Marschall Cadenet. Dazu ein (manchmal leicht gezwirbelter) Schnurrbart und ein kurzer Spitzbart.

Herrenmode 1620-1650
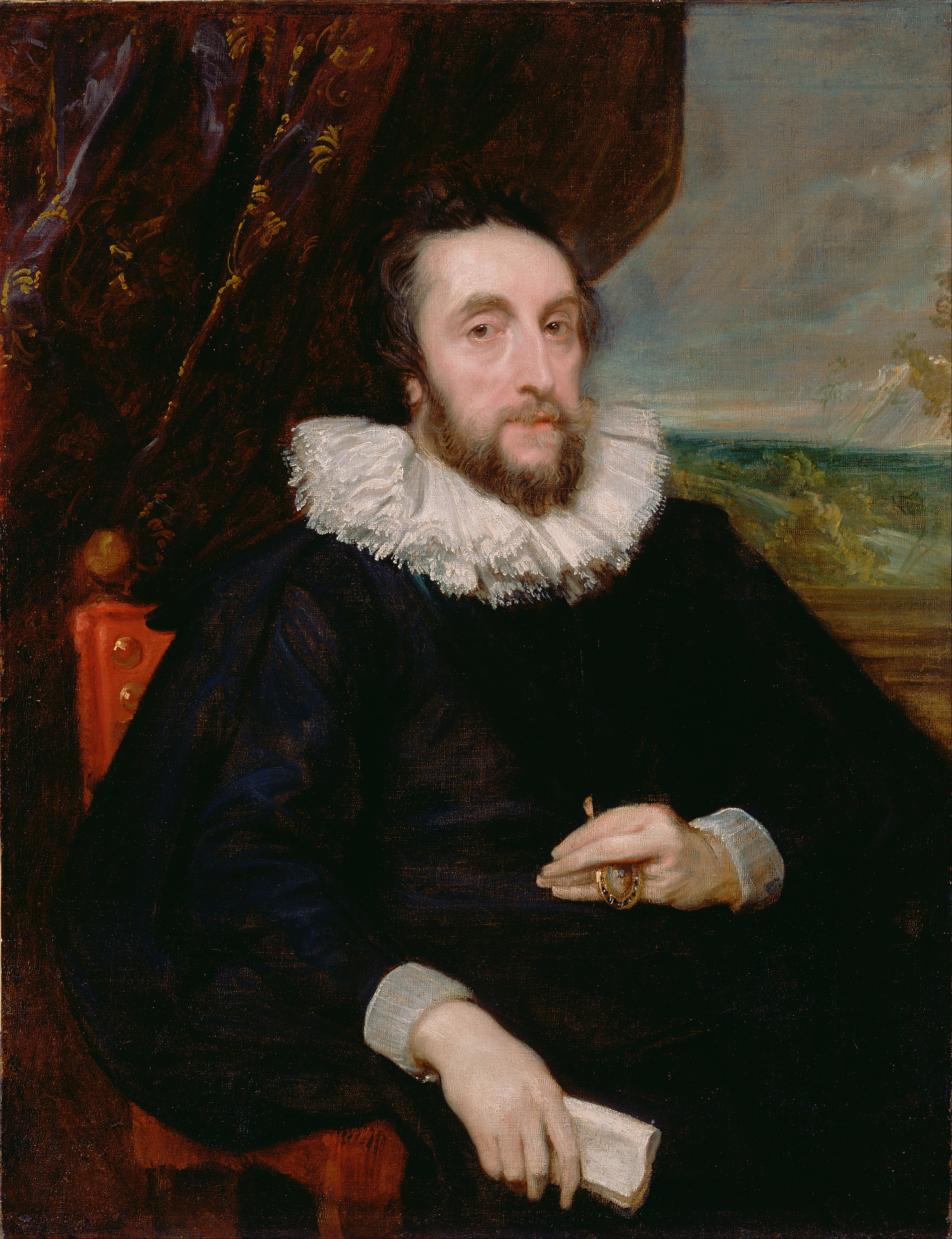
Anthonis van Dyck: Thomas Howard, Second Earl of Arundel, 1620–21
Georg Günther Kraill von Bemeberg: Kapitän Pawel von Essens, 1623
Georg Günther Kraill von Bemeberg: Kapitän Jörgen Pålman, 1623
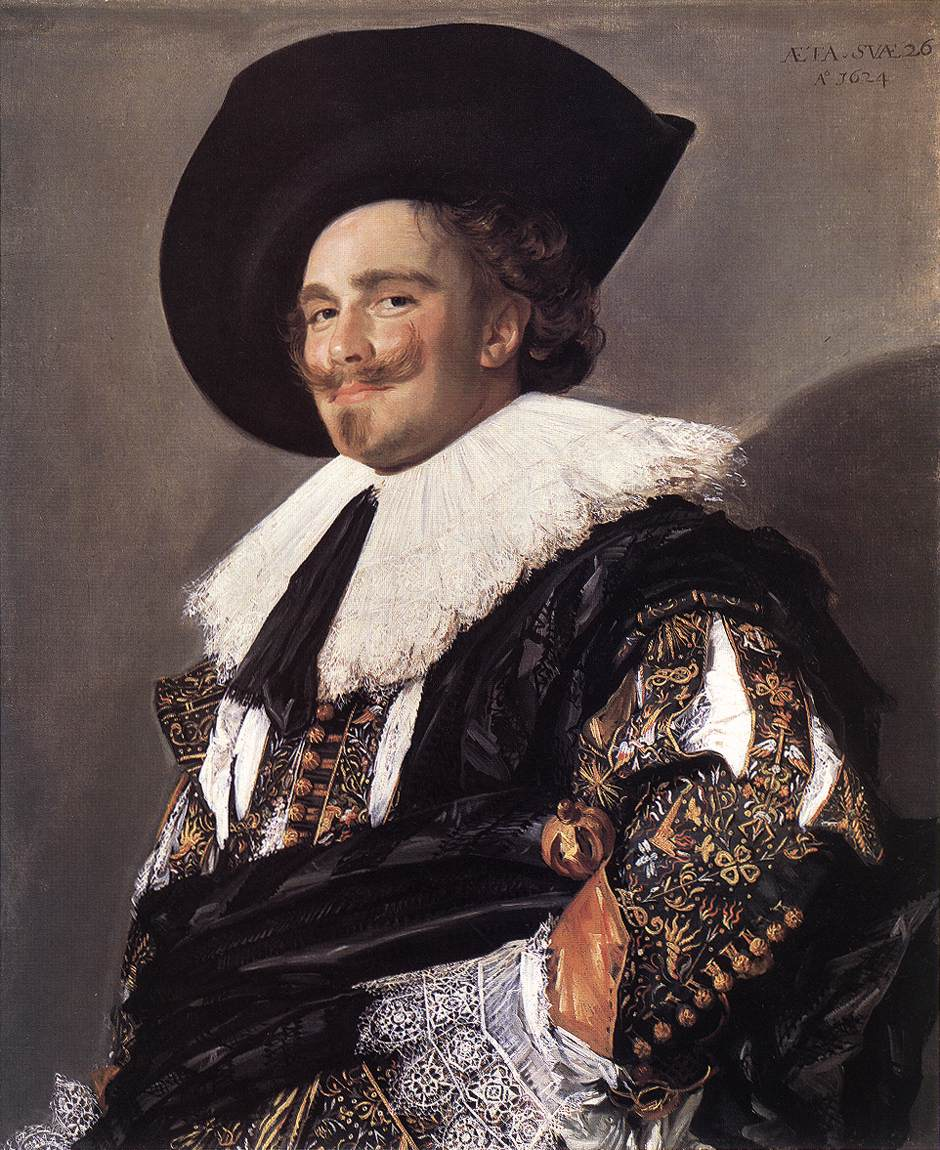
Frans Hals: Der lachende Kavalier, 1624
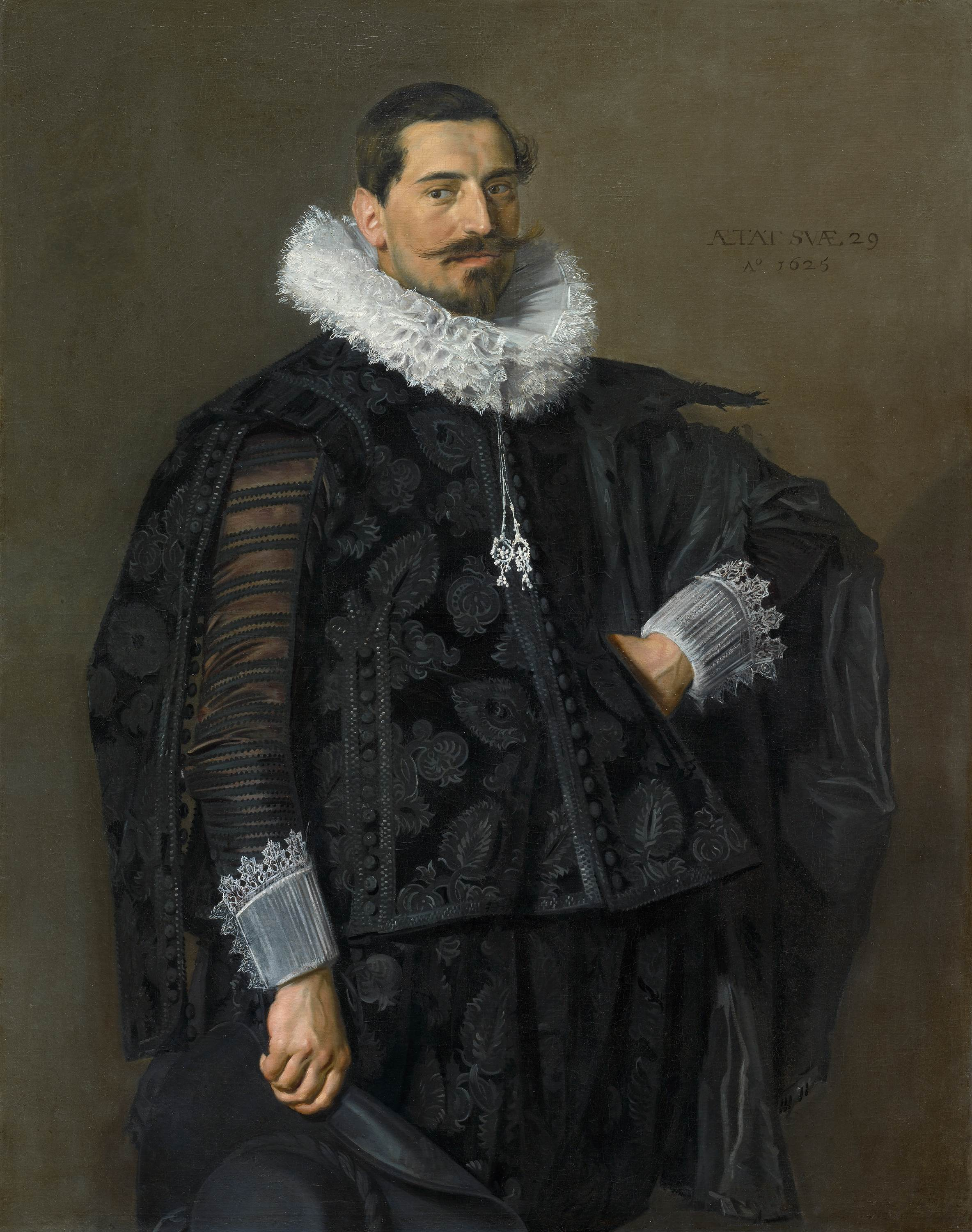
Frans Hals: Jacob Olycan (1596–1638), 1625
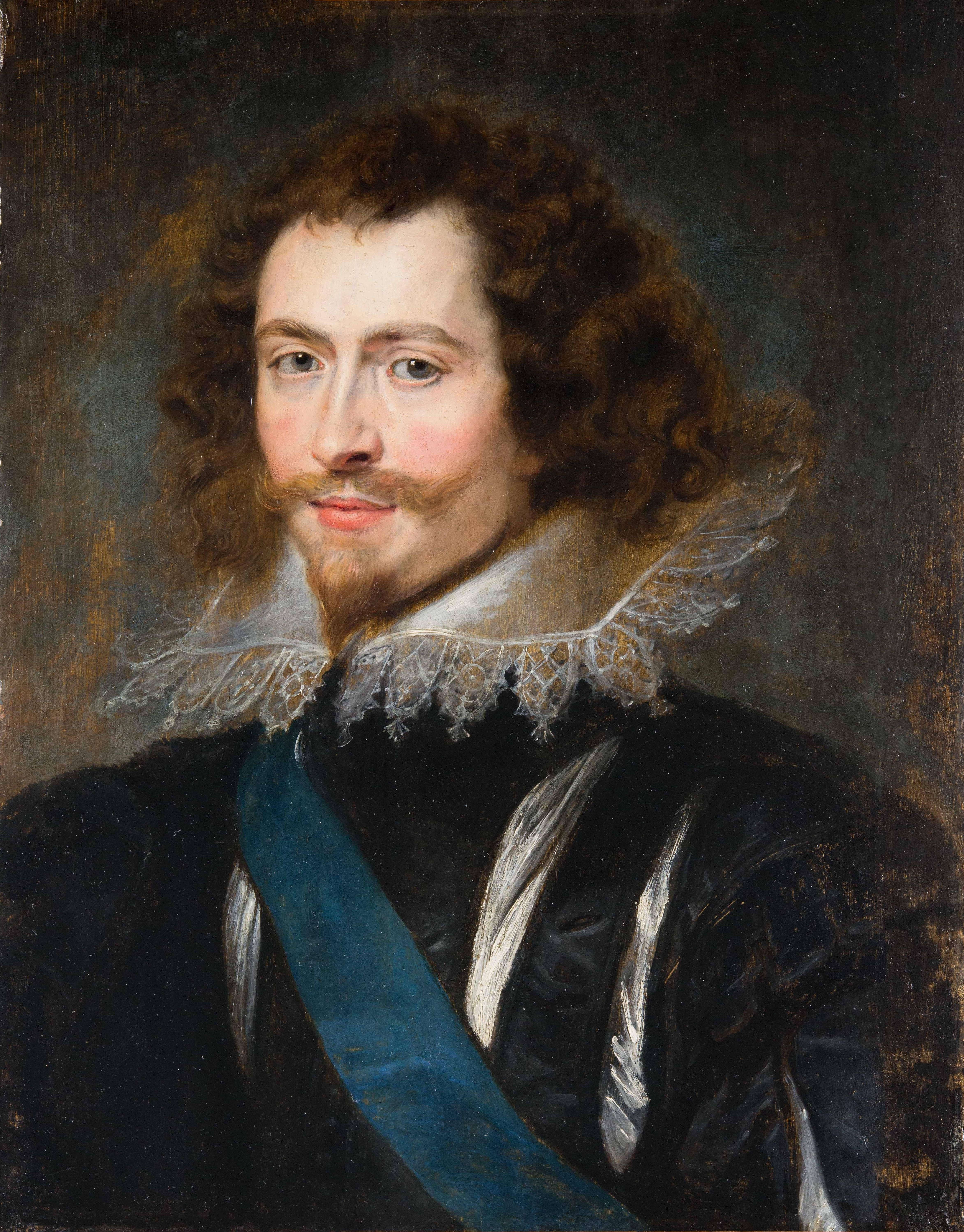
Peter Paul Rubens: George Villiers, 1. Duke of Buckingham, 1625
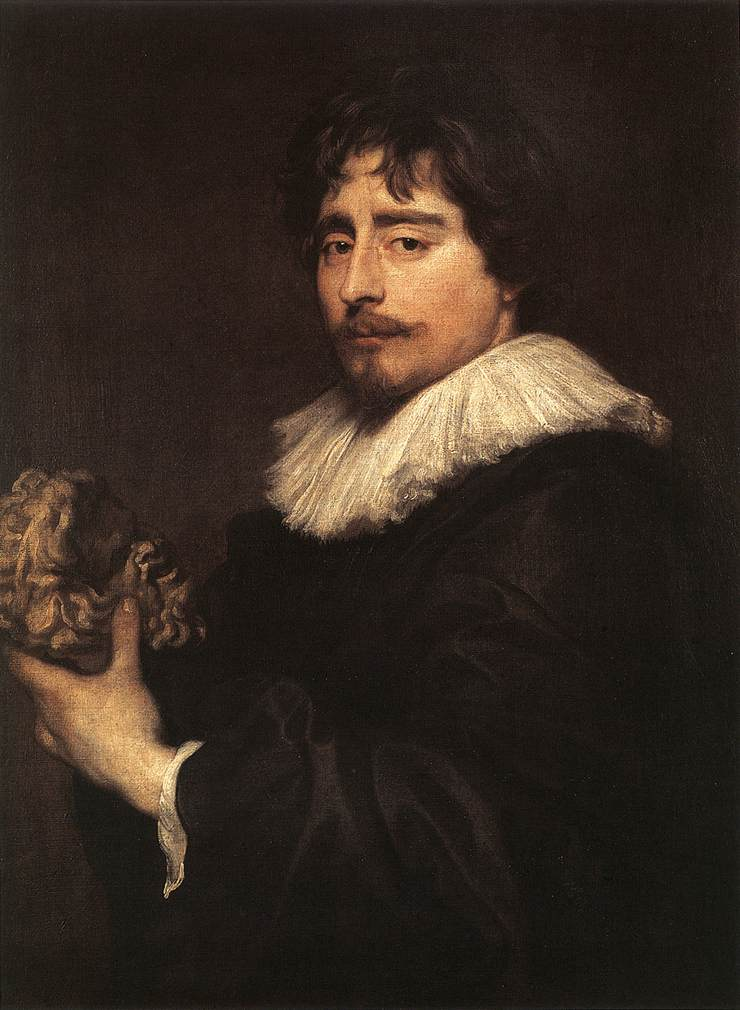
Anthonis van Dyck: Der Bildhauer Duquesnoy (?), 1627–29
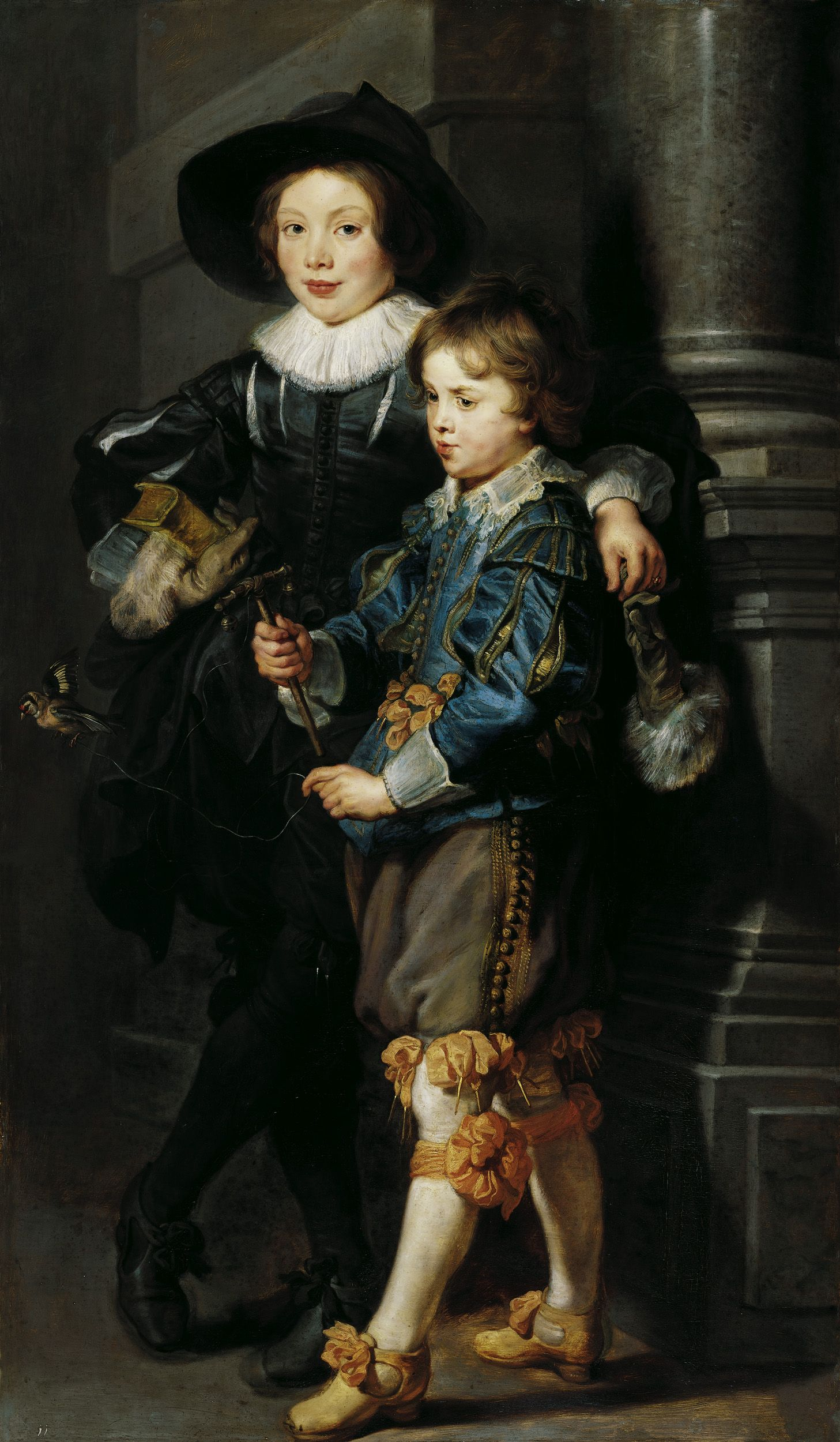
Peter Paul Rubens: Albert und Nicolaas Rubens (Söhne des Malers), ca. 1626–1627
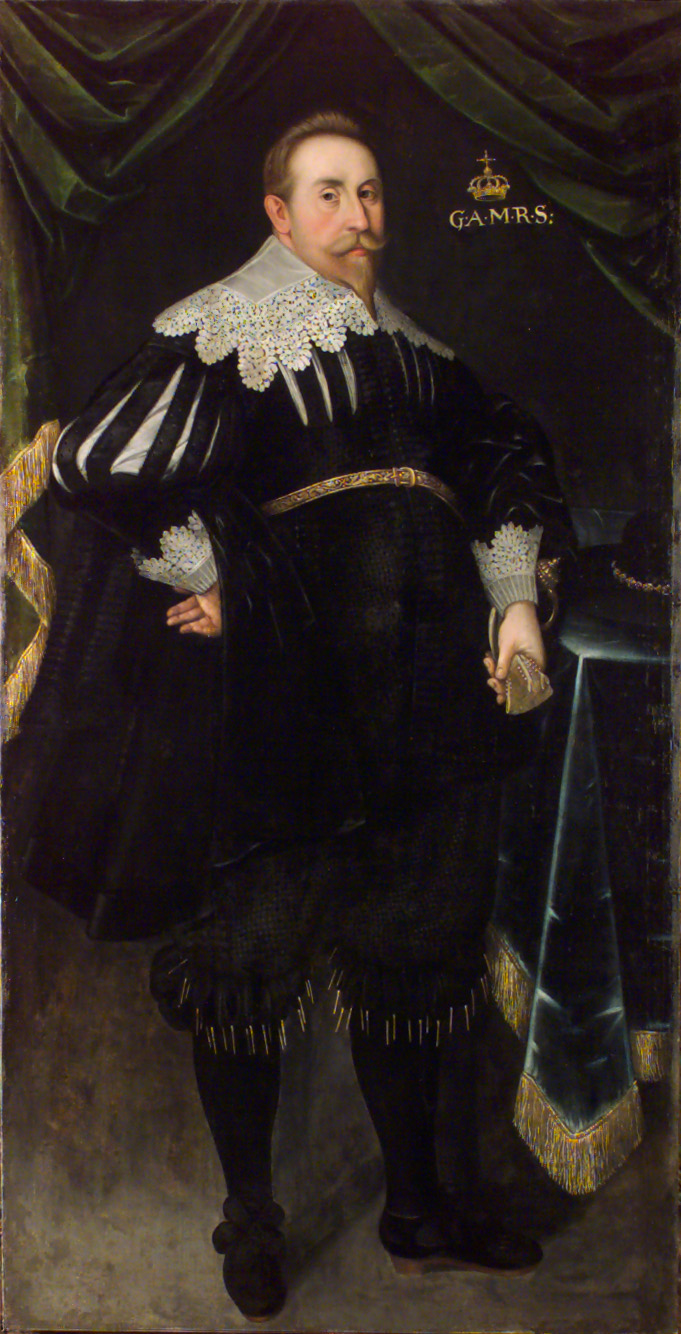
Jakob Elbfas: Gustav II. Adolf von Schweden, ca. 1630
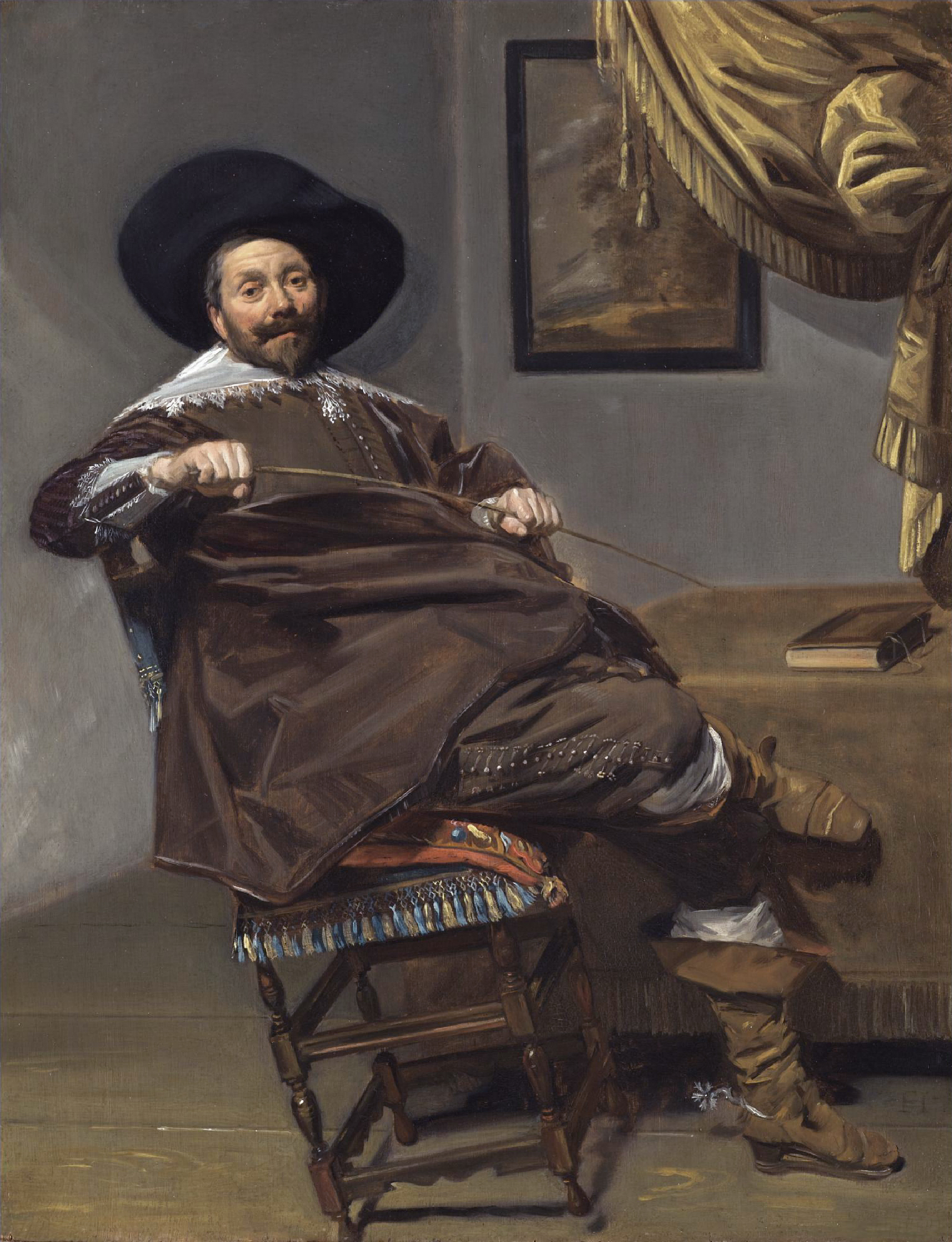
Frans Hals: Willem Heythuijsen, 1634
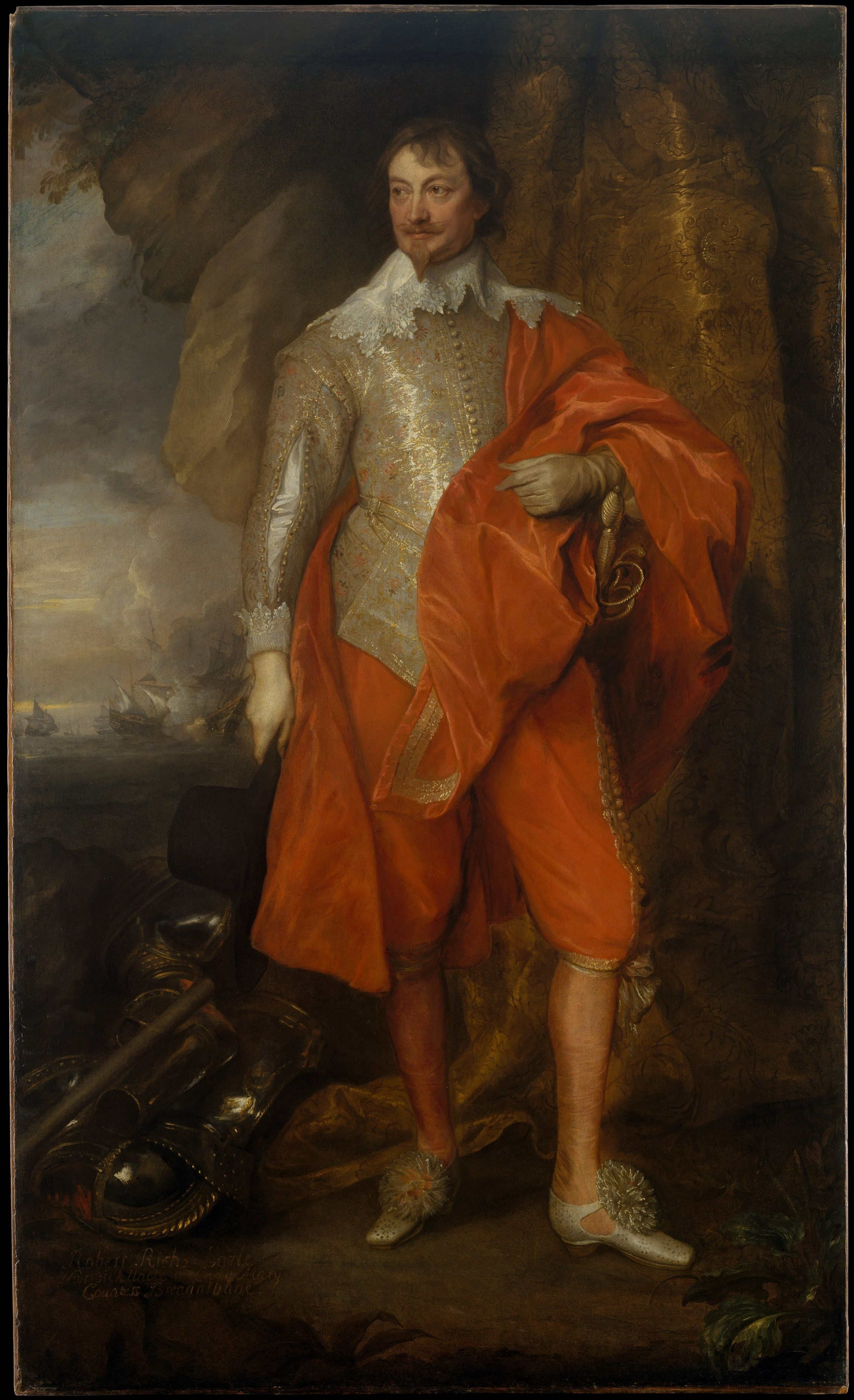
Anthonis van Dyck: Robert Rich, Second Earl of Warwick, ca. 1632–35
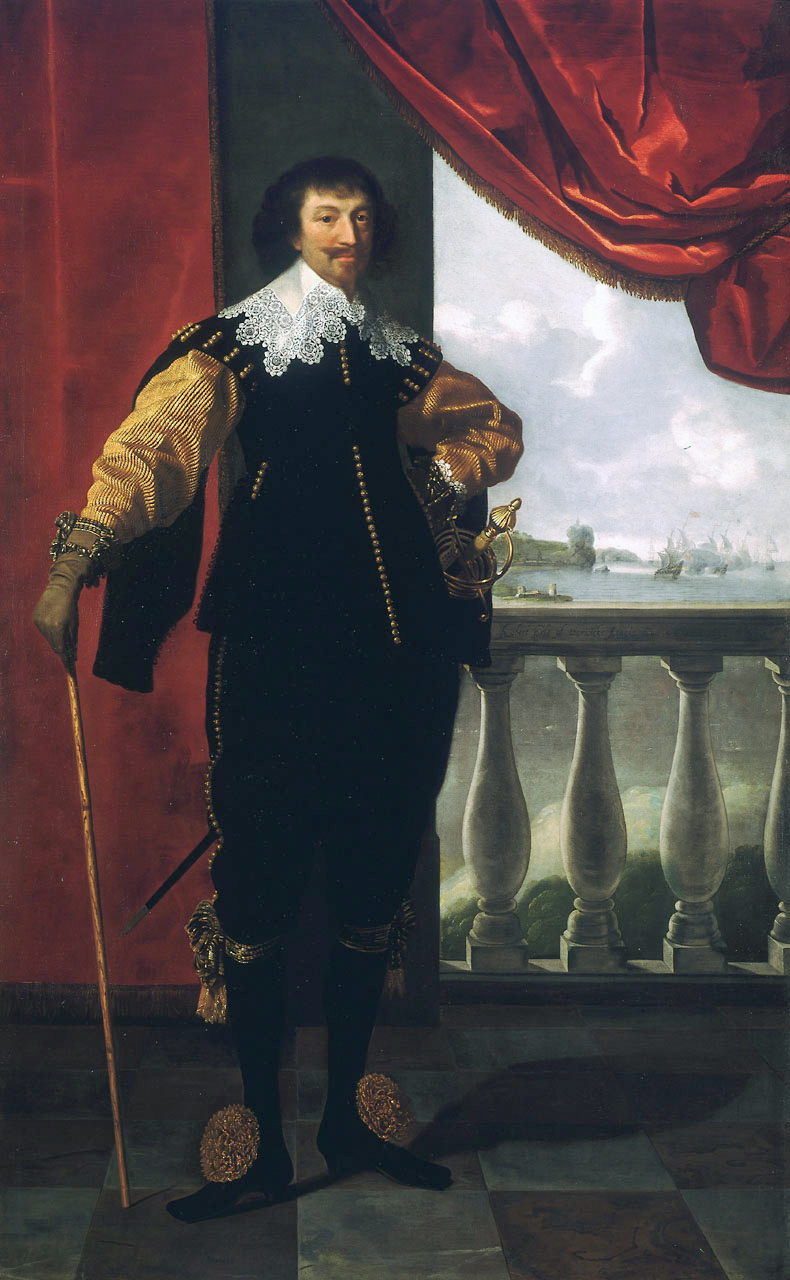
Daniel Mytens: Robert Rich, 2nd Earl of Warwick (1587–1658), um 1630–1635
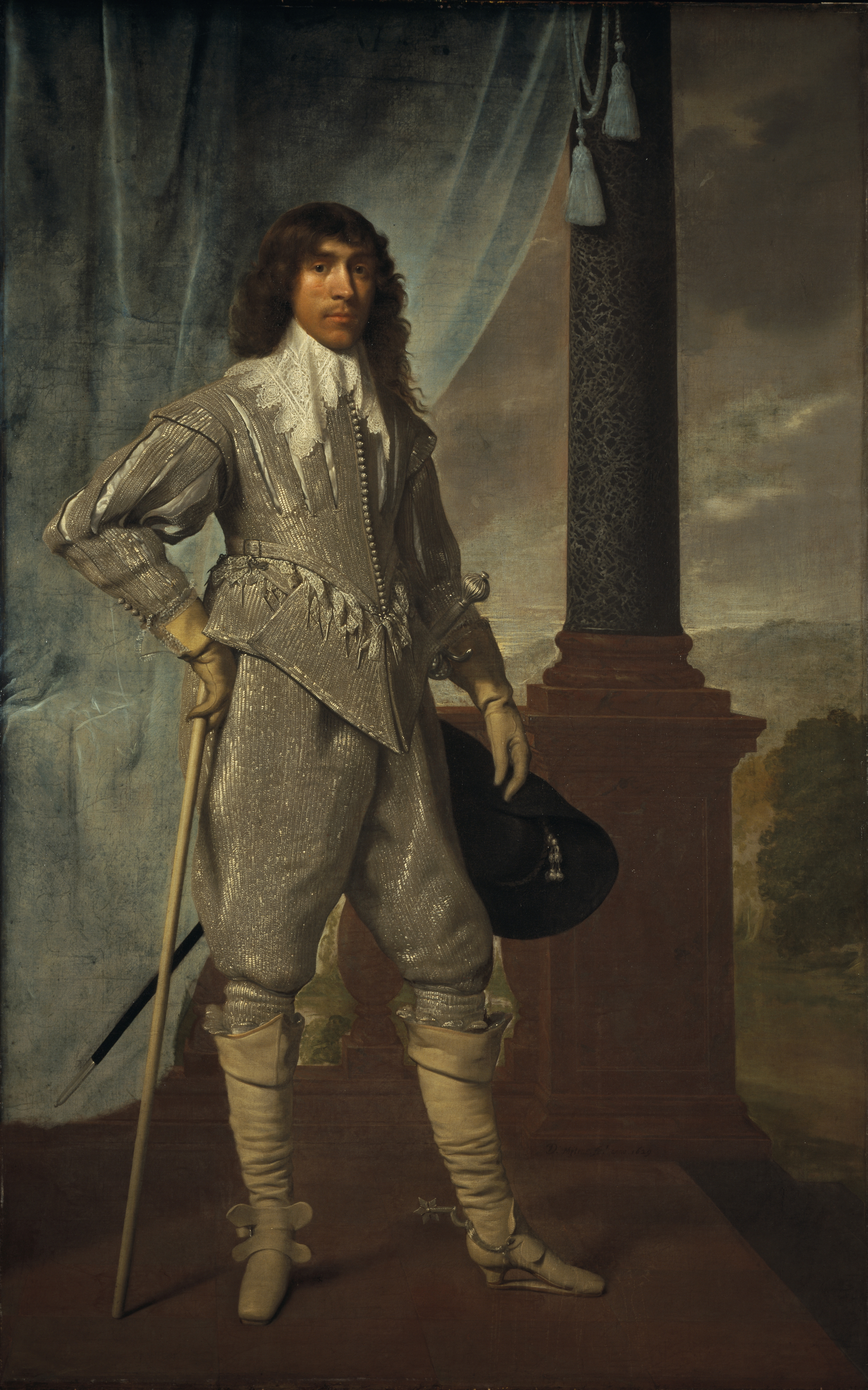
Daniel Mytens: James Hamilton, 1st Duke of Hamilton (1606 – 1649), ca. 1632–1635
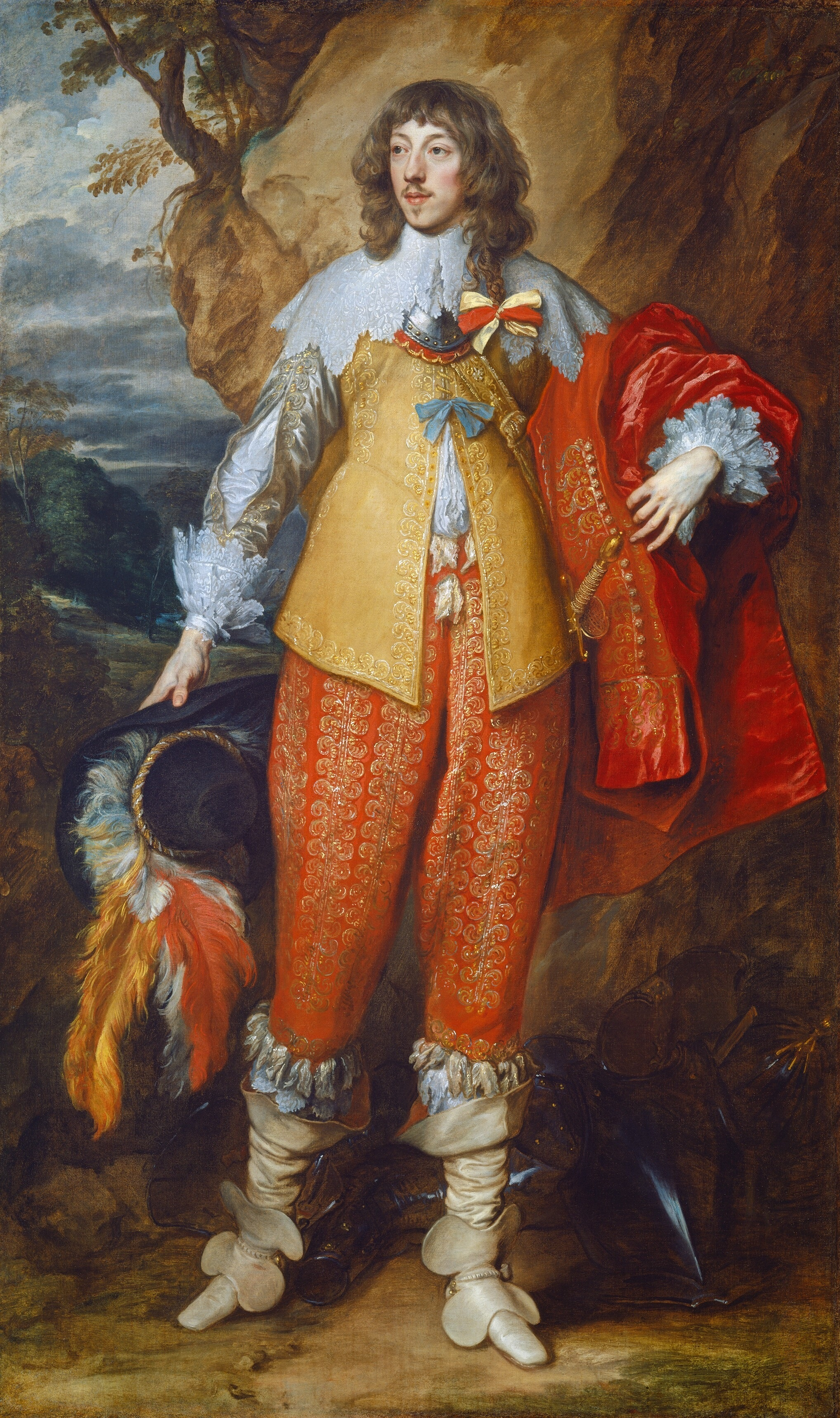
Anthonis van Dyck: Henri II de Lorraine, duc de Guise, ca. 1634
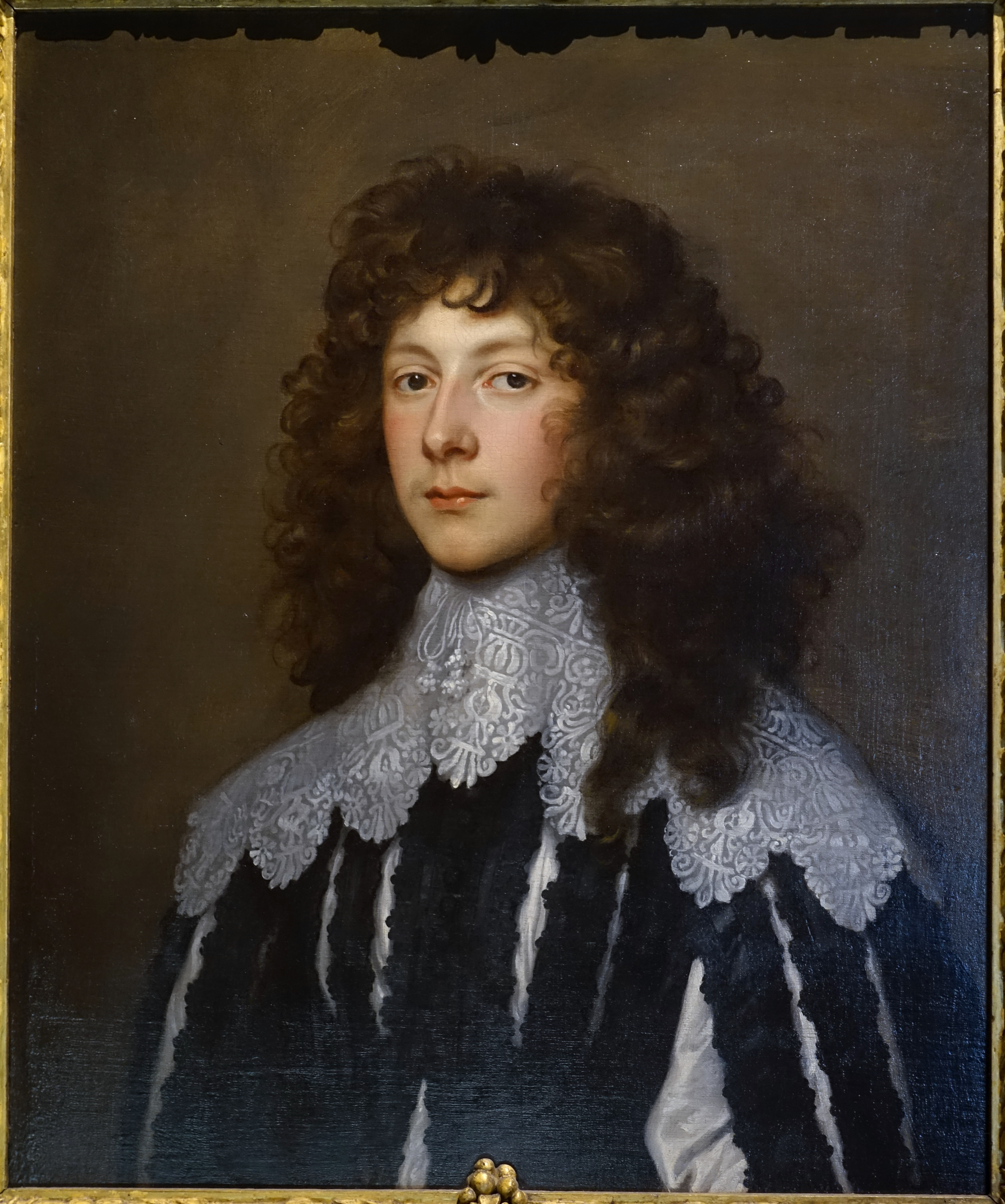
Anthonis van Dyck: Colonel Lord Charles Cavendish (1620–1643), 1637
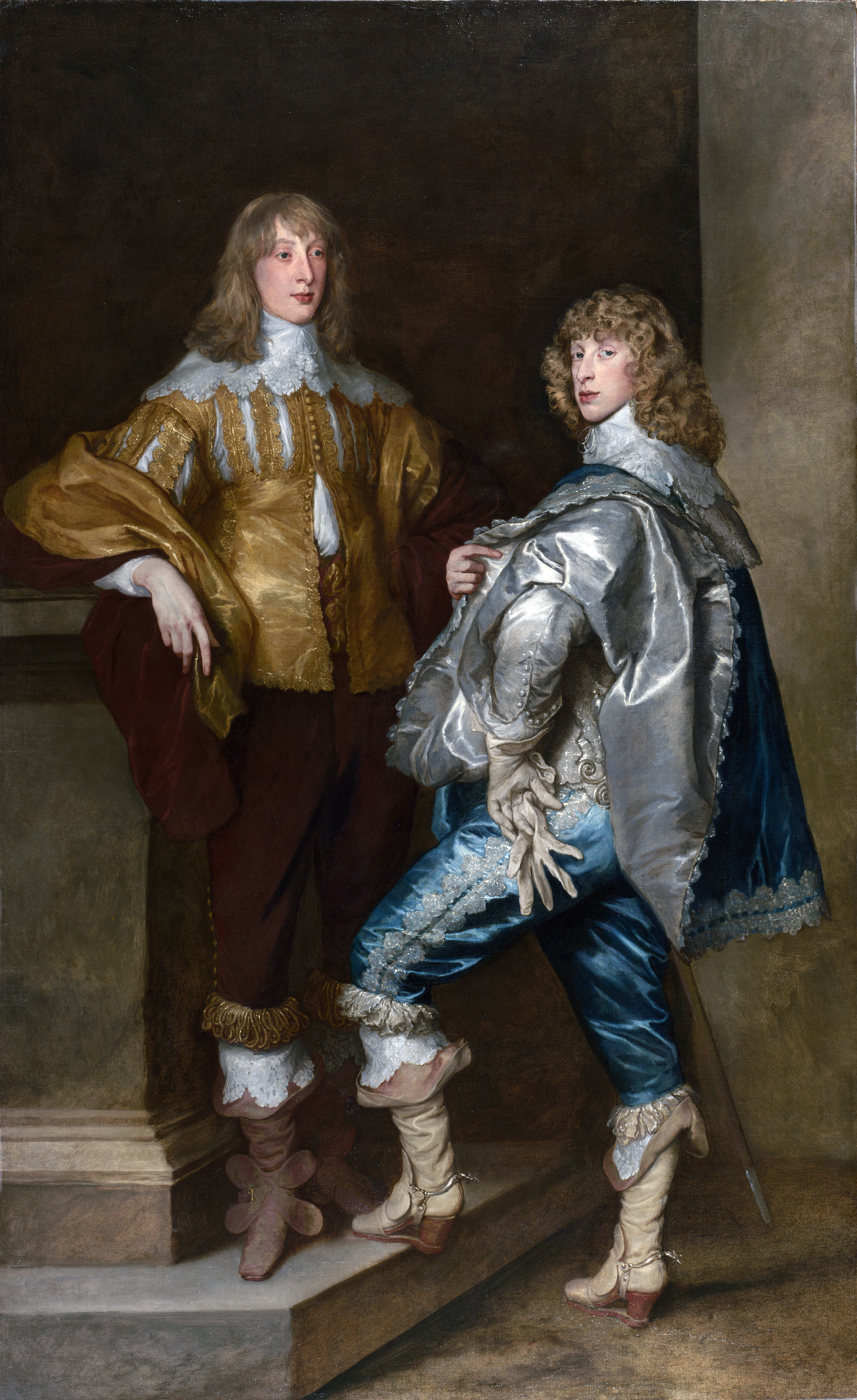
Anthonis van Dyck: Die Lords John und Bernard Stuart (später Earl of Lichfield), ca. 1638
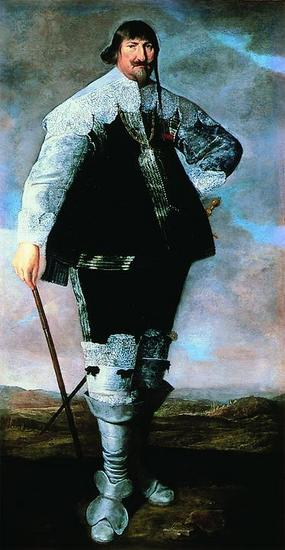
Abraham Wuchters: Christian IV. von Dänemark, 1638
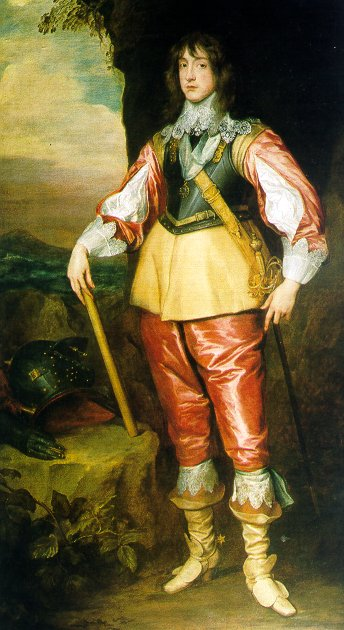
Anthonis van Dyck: Karl Ludwig I. von der Pfalz, ca. 1635–1640
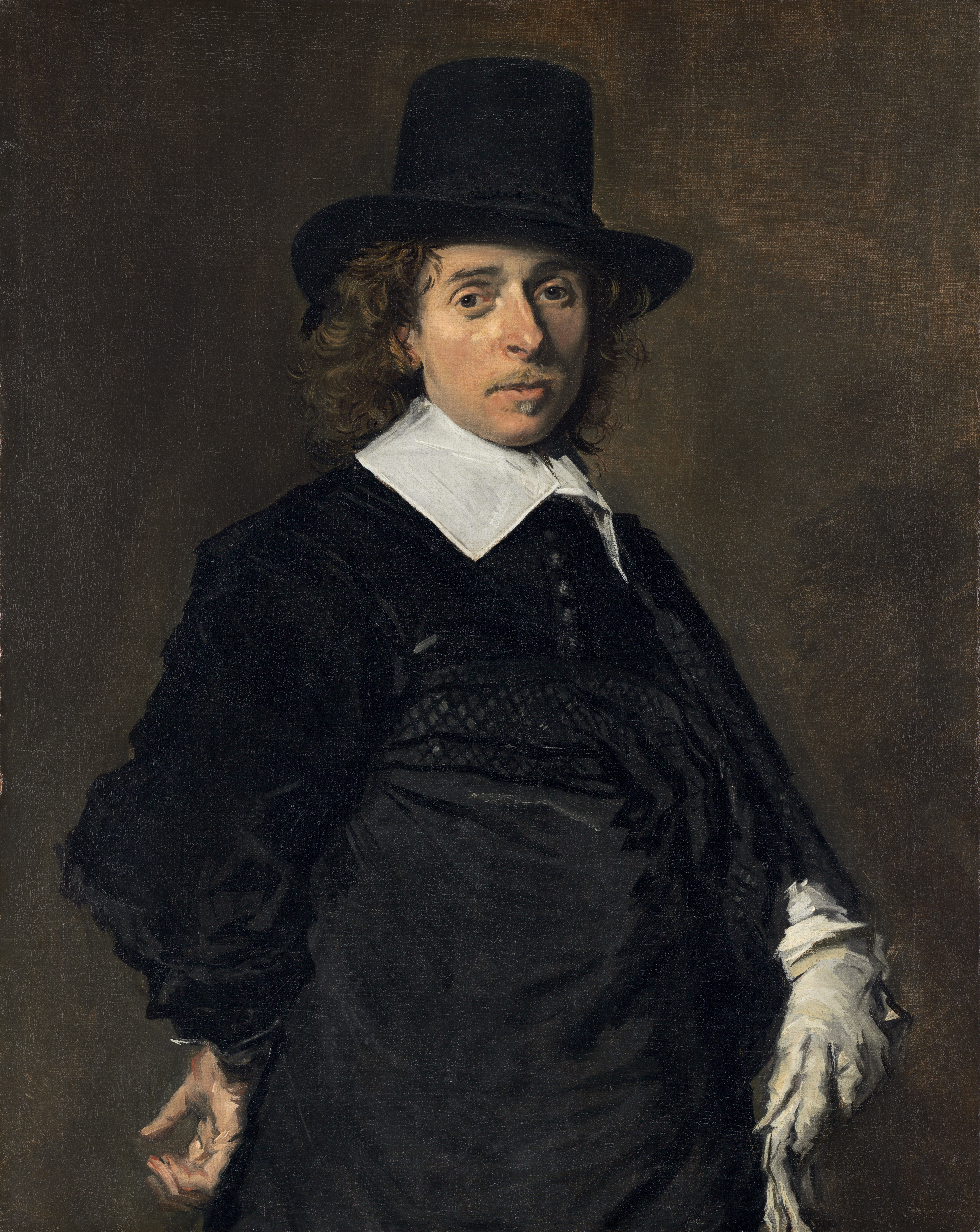
Frans Hals: Adriaen van Ostade, ca. 1645–1648

## Damenmode

Anthonis van Dyck: Königin Henrietta Maria, mit dem Hofzwerg Sir Jeffrey Hudson, 1633

Ähnlich veränderte sich das Kostüm der Frauen. Der spanische Reifrock (Vertugade) verschwand, und der Rock fiel nun in weichen Falten herab. Fülle wurde mithilfe zahlreicher Unterröcke von verschiedener Farbe oder Muster erreicht, die man gern unter dem Oberrock durchblicken ließ. Später war der Oberrock auch manchmal von oben bis unten offen, so dass darunter ein anderer Rock hervorsah.
Das Leibchen der Damen war zunächst noch ähnlich der spanischen Mode, wurde jedoch ab etwa Ende der 1620er Jahre immer kürzer, und war dann von ca. 1630 bis etwa 1650 hochtailliert. Die Ärmel waren bauschig, anfangs wohl auch noch wattiert, auch sie verkürzten sich nach und nach und wurden immer weiter. Dazu breite Spitzenmanschetten, die zunächst noch gestärkt waren und später weicher wurden und sich langsam in die hochbarocke Form verwandelten.
Die Halskrause war in den 1620er Jahren noch sehr verbreitet und hielt sich in der Damenmode etwas länger, besonders in den Niederlanden (z. T. bis in die 1640er Jahre). Man trug jetzt jedoch wieder Ausschnitte, die immer größer wurden und meistens von einem breiten Spitzenkragen umrahmt wurden, welcher zum Teil auch das Dekolleté bedecken konnte. Auch große Stehkragen (Medicikragen) wurden noch bis Anfang der 1630er Jahre bei festlichen Roben getragen. Später wurden auch die Schultern entblößt, und die Kragen wurden kleiner und weicher.

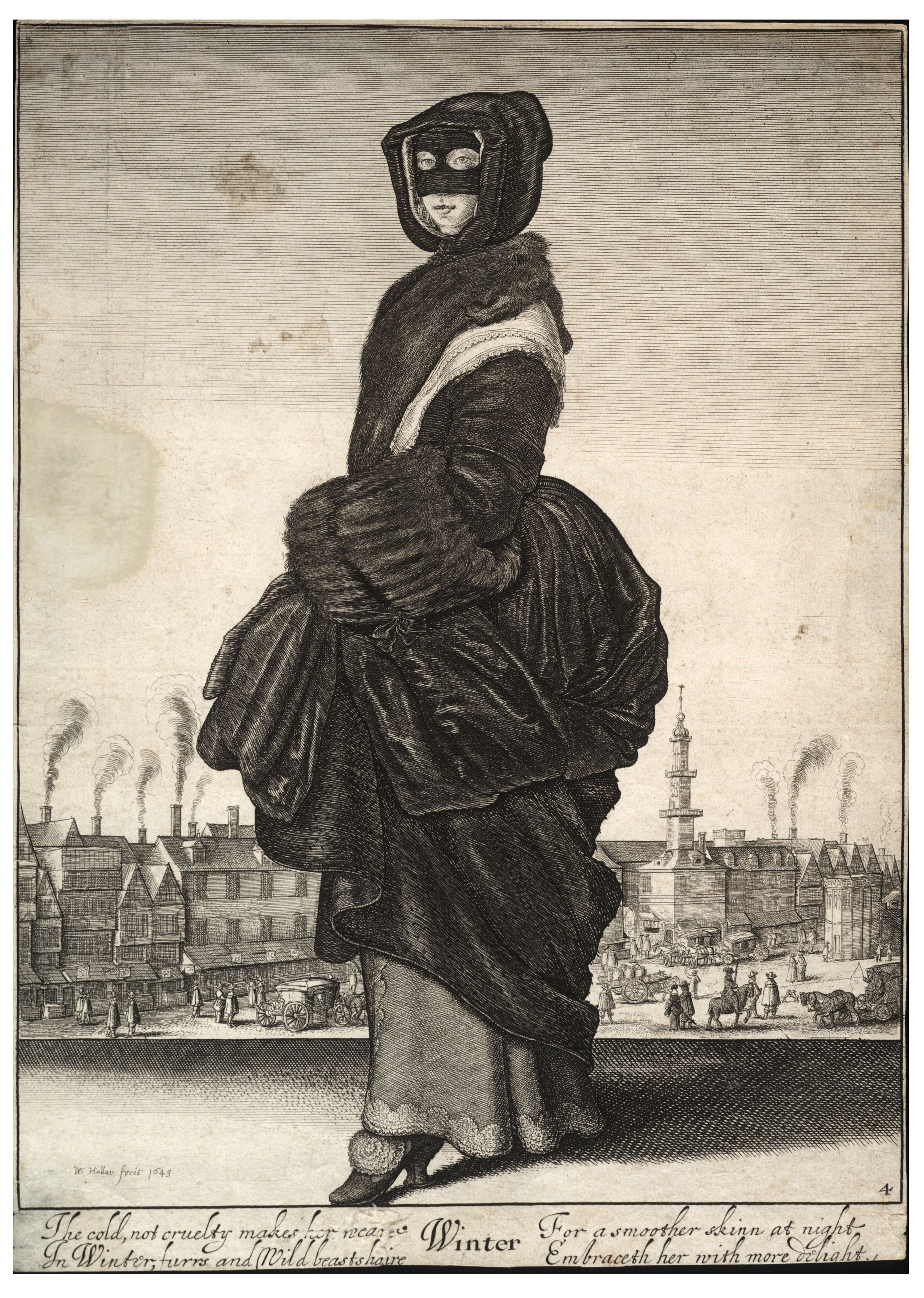
Wenzel Hollar: Dame mit Maske und Muff, 1640 (?)

Die Damen steckten anfangs ihr Haar noch relativ einfach zurück, auch die Frisuren machten jedoch die Tendenz zur Breite mit, was man dadurch erreichte, dass man das Haar an den Schläfen einfach offen ließ und gebauscht trug. Ende der 1620er Jahre wurde es über den Ohren sogar gekürzt, später gewellt oder gelockt, die Schläfenlocken wurden nach und nach länger und fielen schließlich ab etwa Ende der 1630er Jahre bis auf die Schultern – die Tendenz der Mode ging immer mehr in Richtung Locken.
Auch Frauen konnten einen federgeschmückten Filzhut mit umgelegter Krempe tragen, außerdem Fächer und Masken gegen Sonne, Wind und Wetter. An einem Band um die Taille konnte man Fächer, Uhren und sogar einen Handspiegel bei sich tragen. Der beliebteste Schmuck für Damen waren Perlen.

## Mode 1620–1650: Frauen

Damenmode 1620-1650
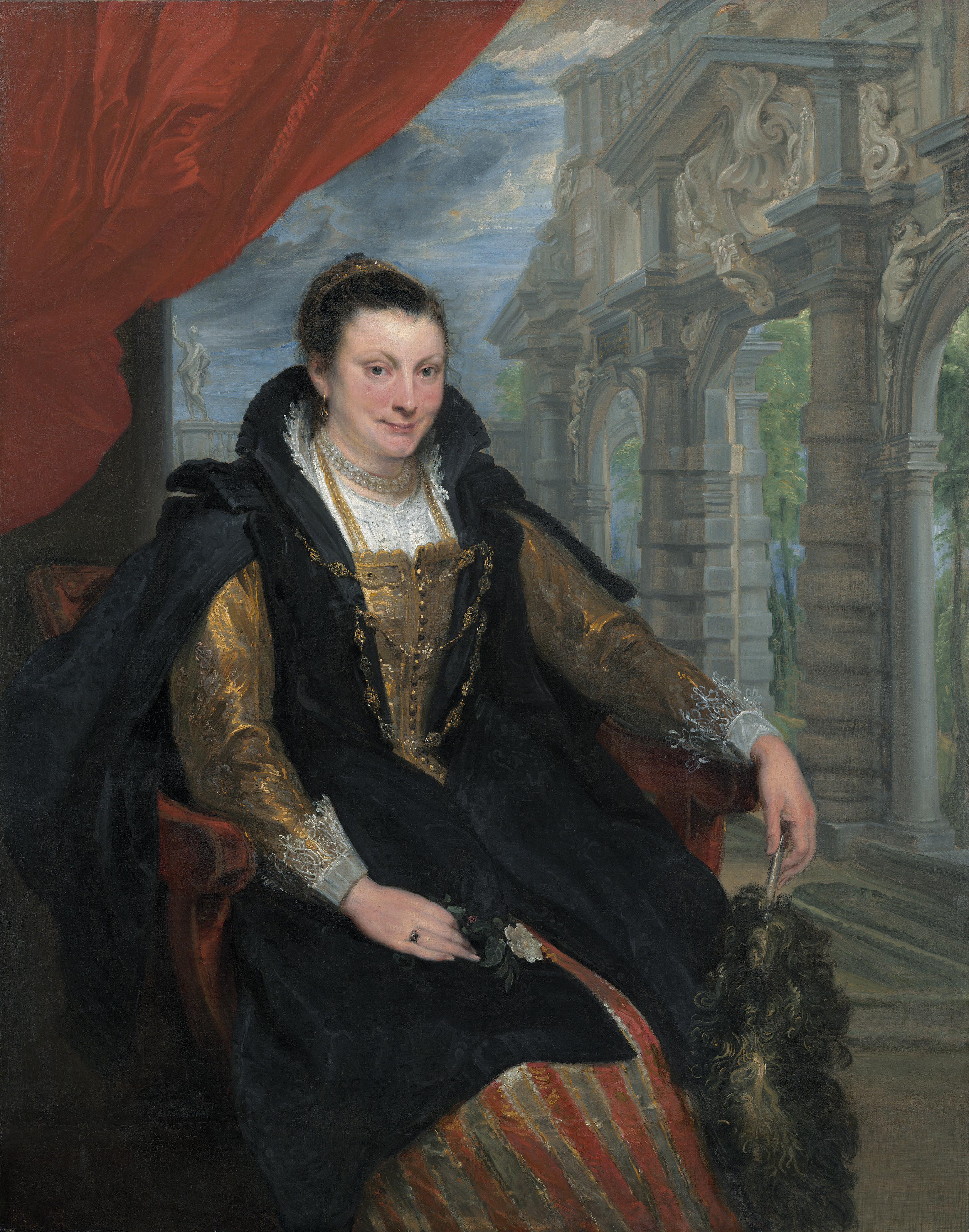
Anthonis van Dyck: Isabella Brant (die Frau von Rubens), 1621
Anthonis van Dyck: Susanne Fourment und ihre Tochter, 1621
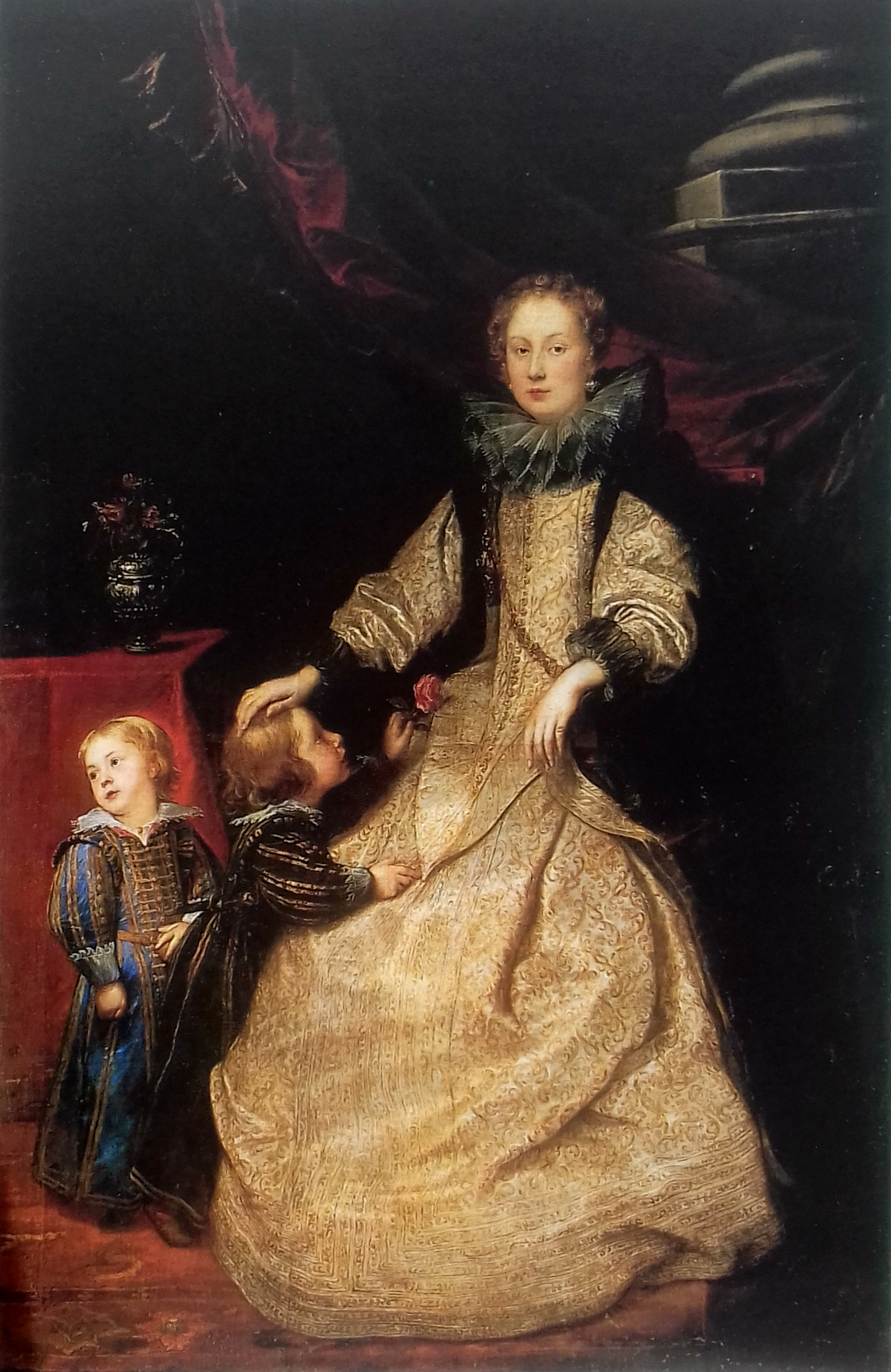
Anthonis van Dyck: Battina Balbi Durazzo mit ihren Kindern, ca. 1627
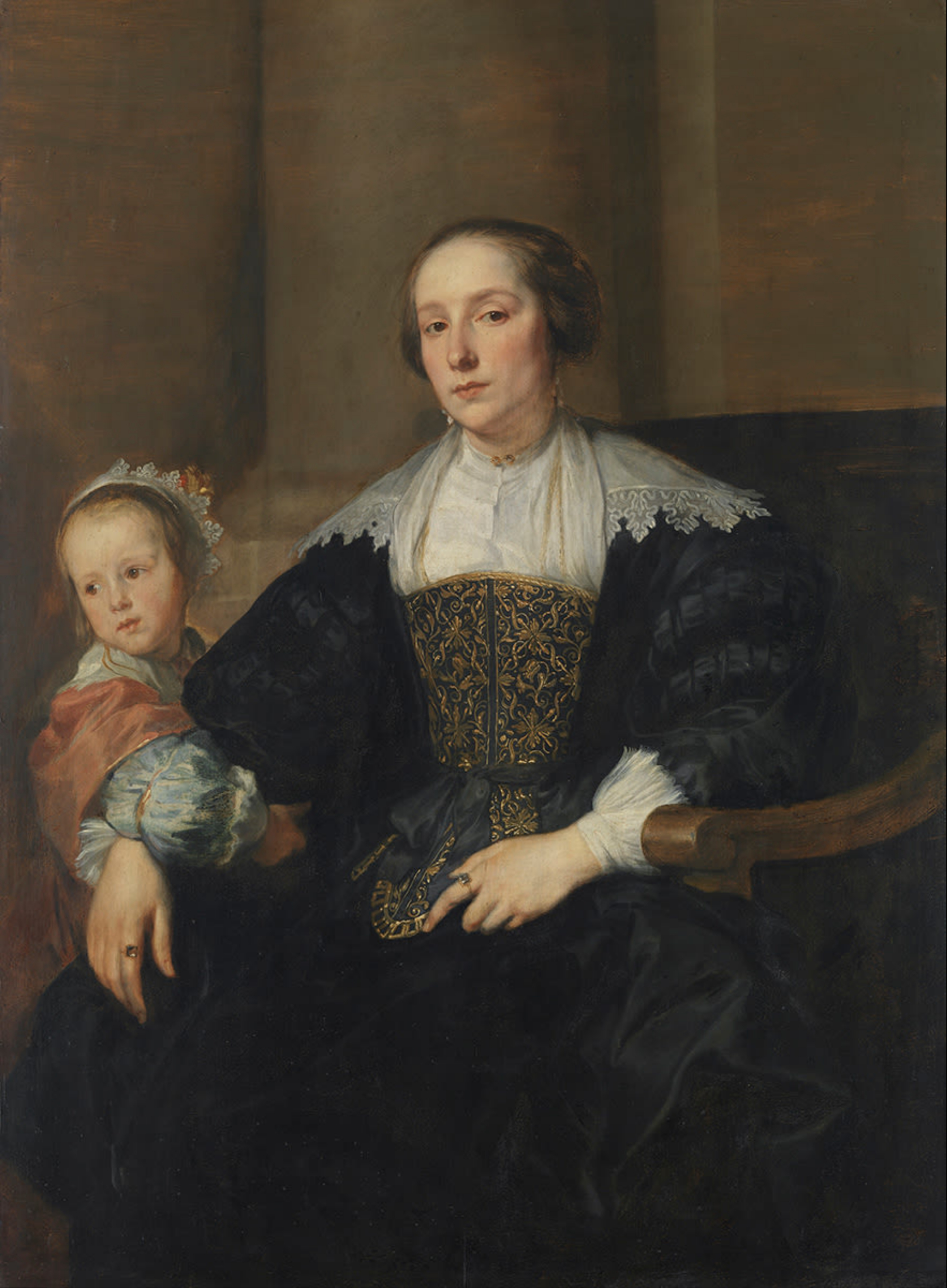
Anthonis van Dyck: Anna van Thielen, Frau des Malers Theodoor Rombouts mit ihrer Tochter, ca. 1626–1632
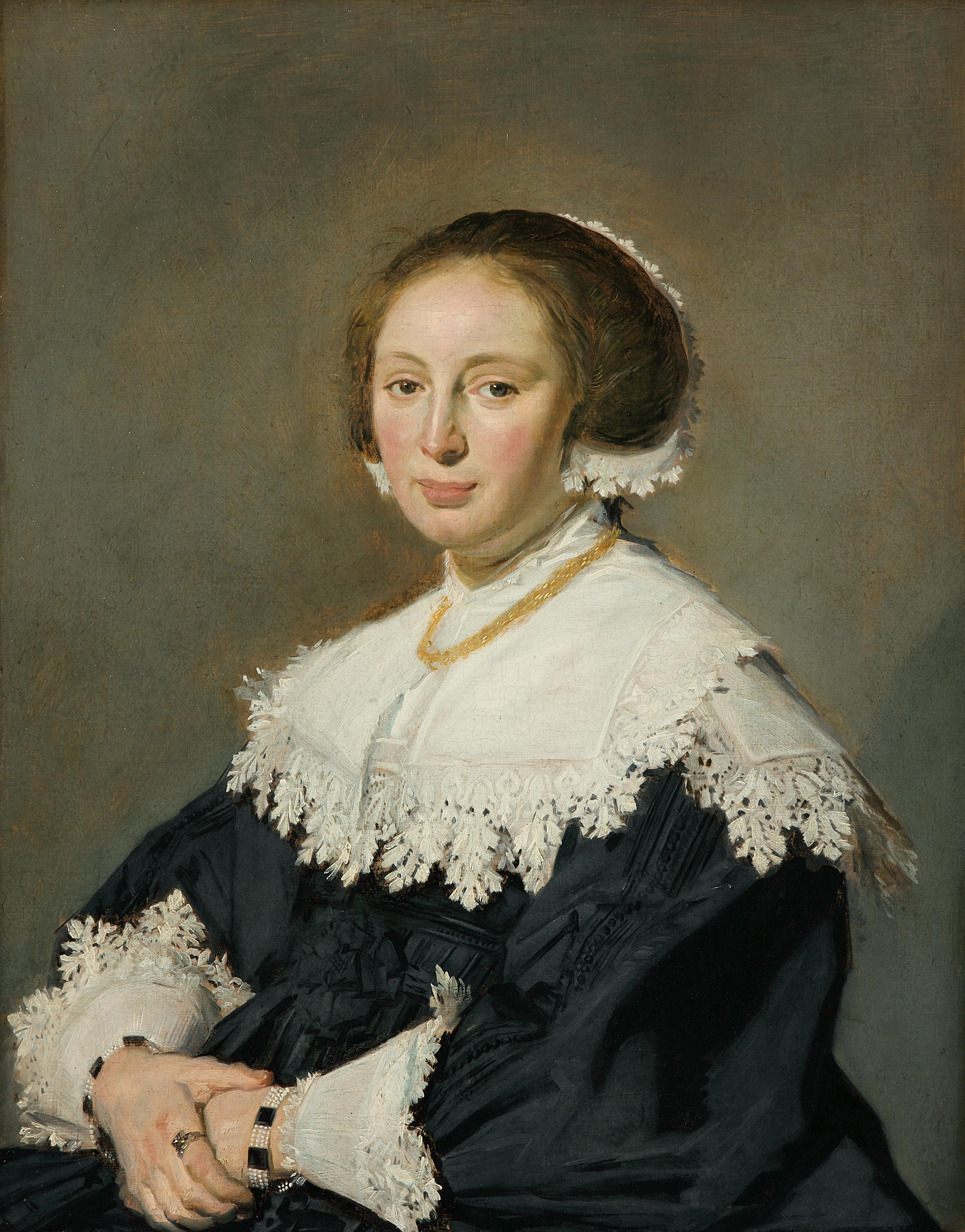
Frans Hals: Porträt einer Frau, 1630–1633
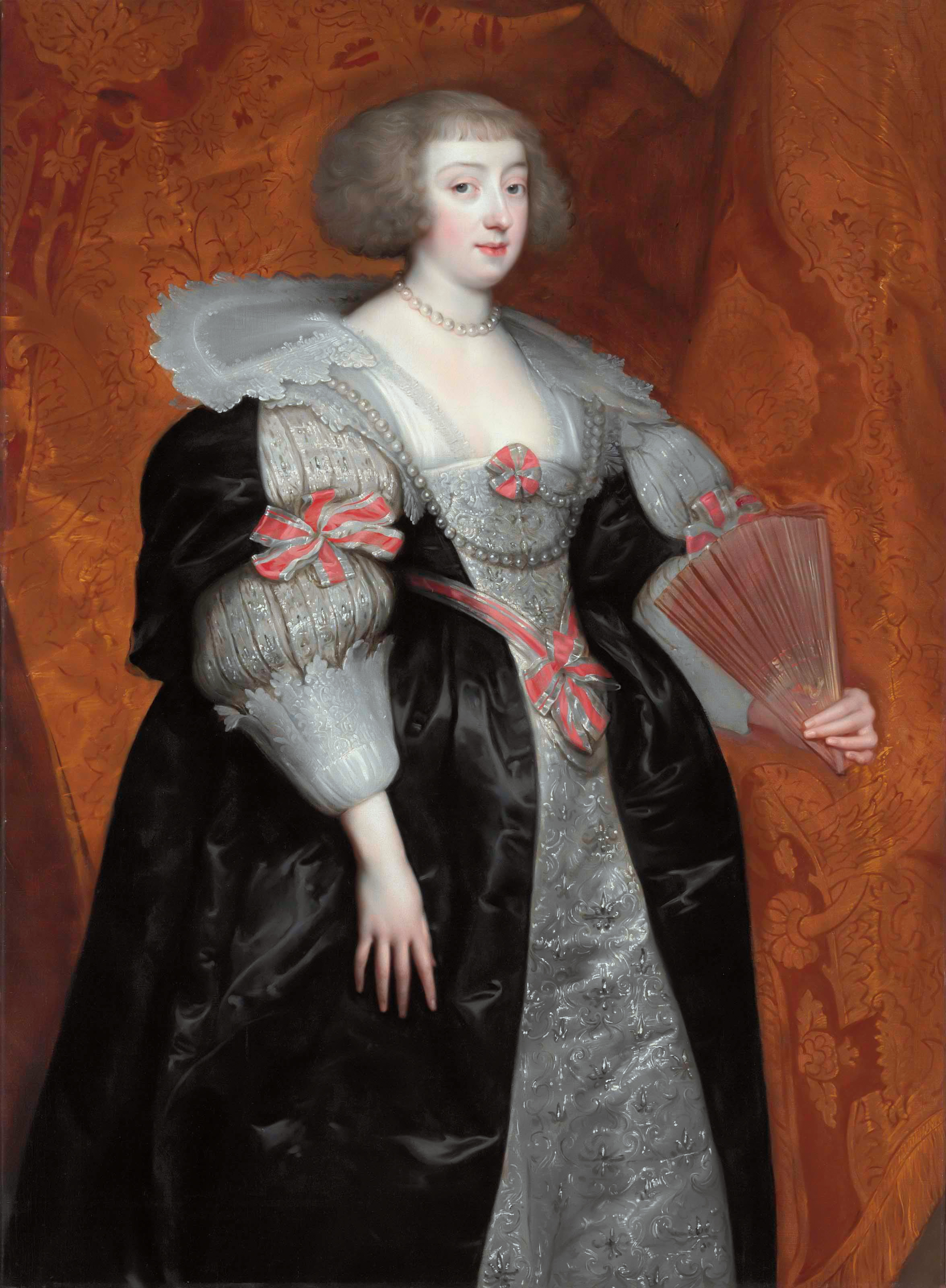
Anthonis van Dyck: Marguerite de Lorraine  (1615-1672), Madame, duchesse d'Orléans, ca. 1634
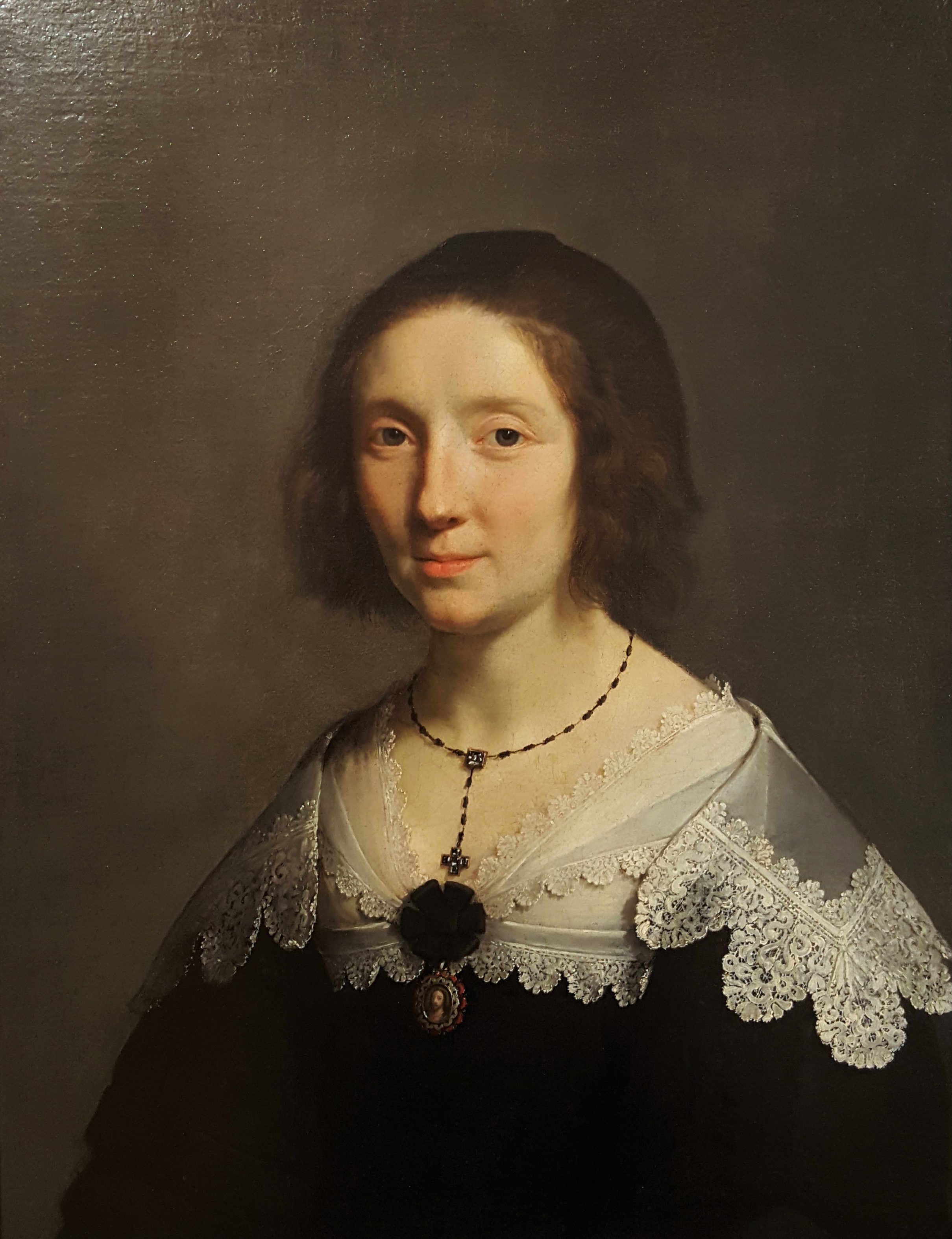
Philippe de Champaigne: Die Frau des Künstlers, Charlotte Duchesne, ca. 1630–1635
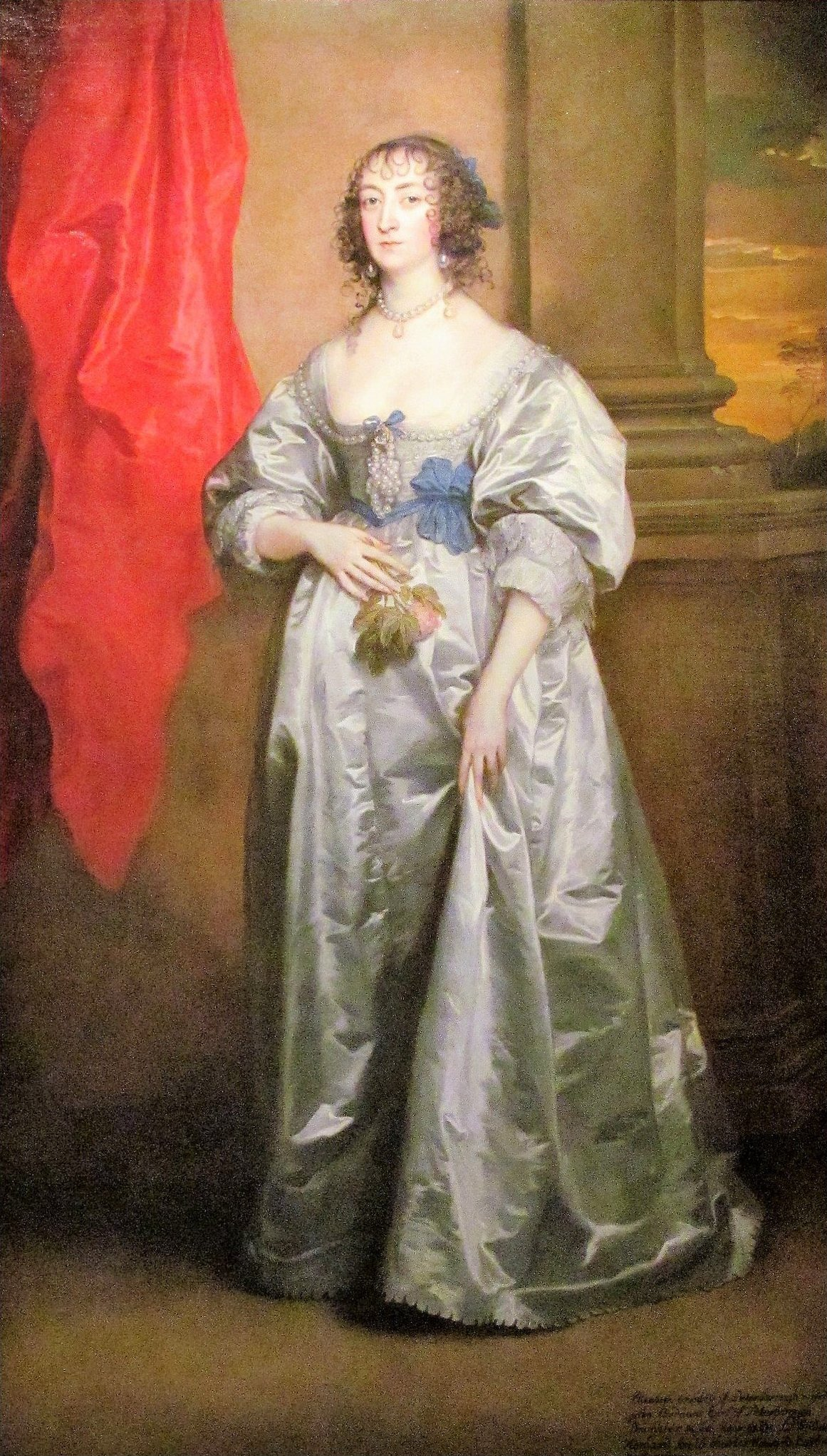
Anthonis van Dyck: Elizabeth Howard, 1st Countess of Peterborough, ca. 1638
Frans Hals: Porträt einer Frau (Aeltje Dircksdr. Pater ?), 1638. Die Mühlsteinkrause wird in Holland noch lange geschätzt.
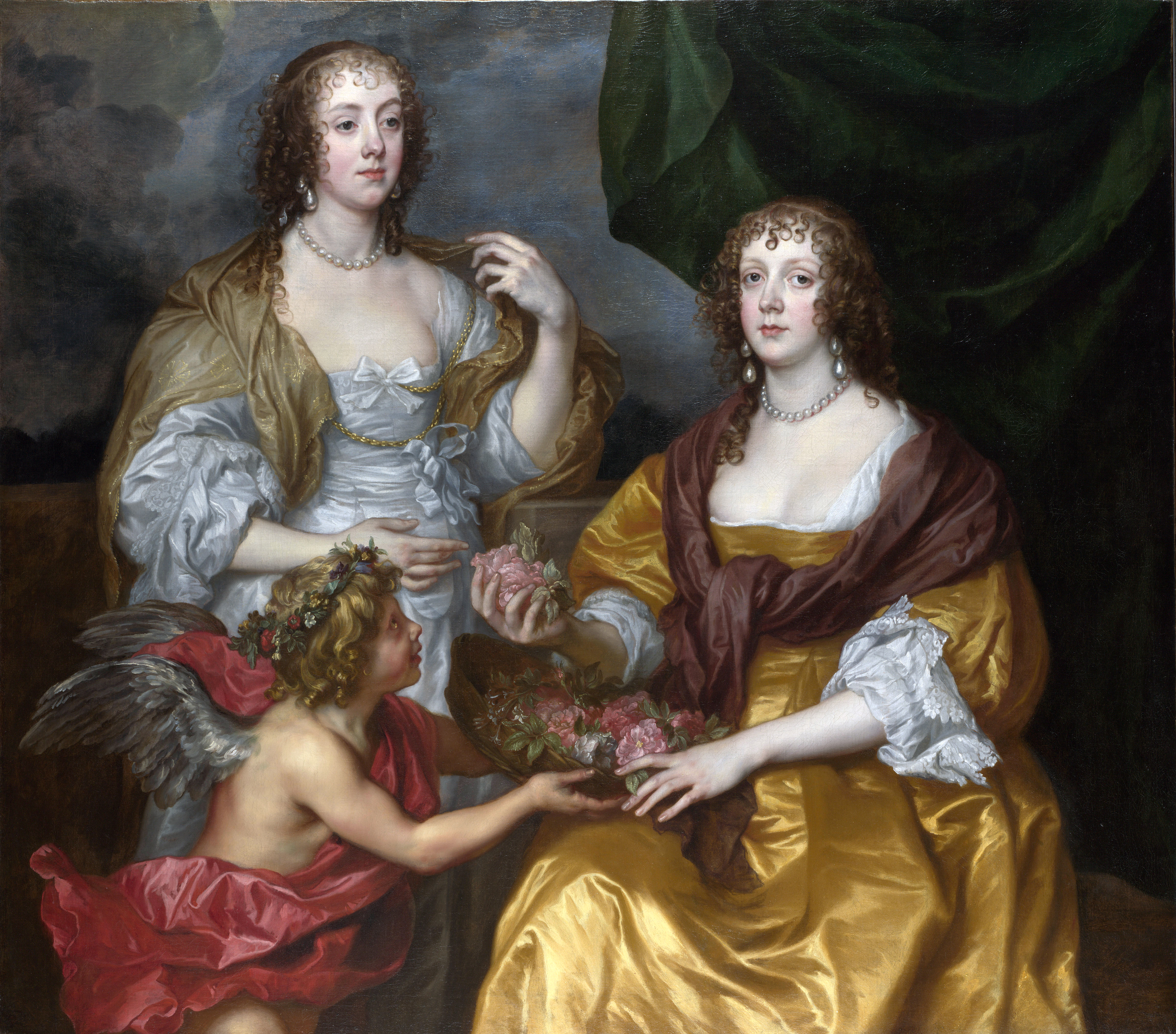
Anthonis van Dyck: Ladies Elisabeth Thimbleby und Dorothy Viscountess Andover, ca. 1637–1641
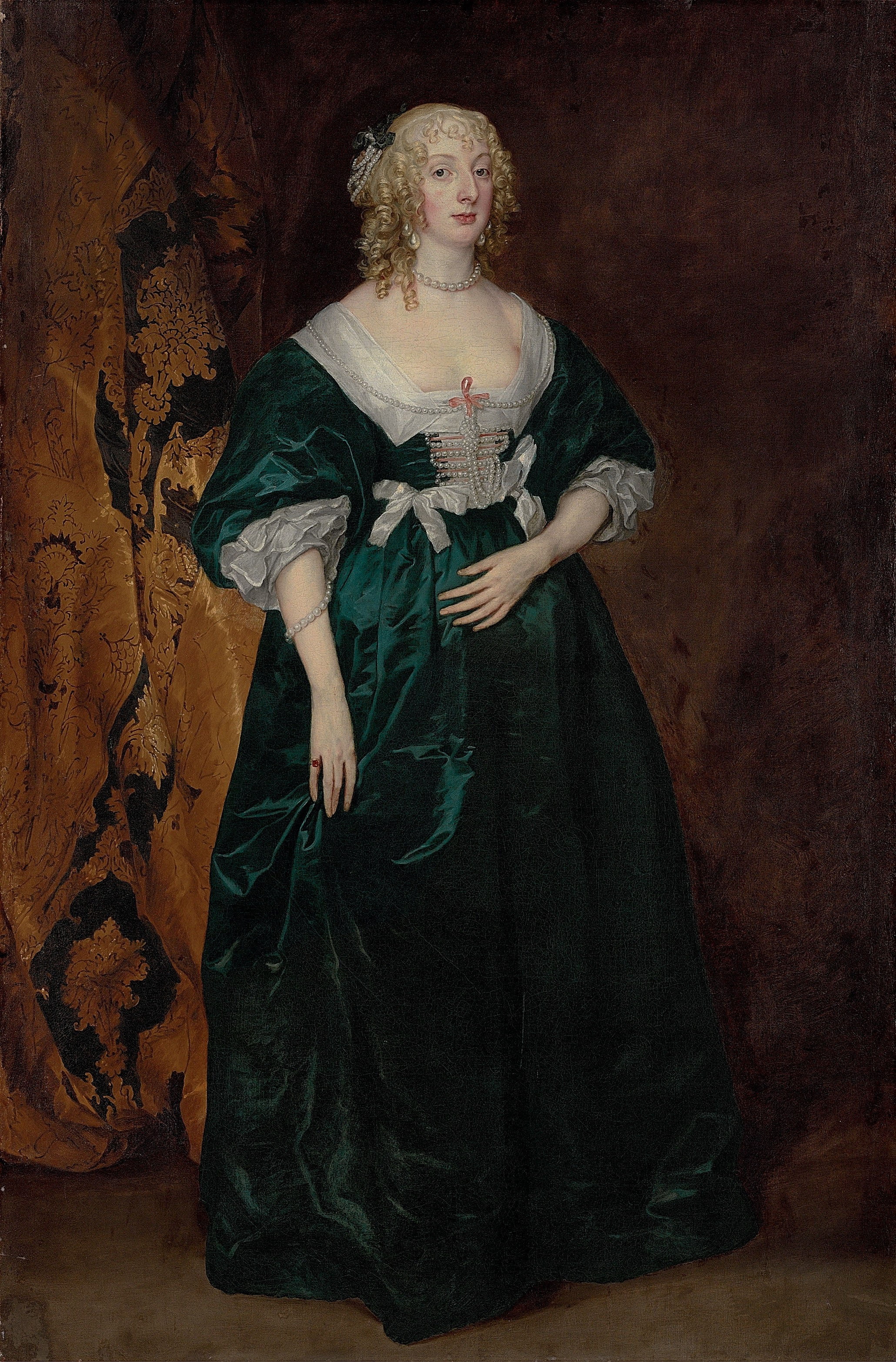
Anthonis van Dyck: Anne Sophia, Countess of Carnarvon, ca. 1640
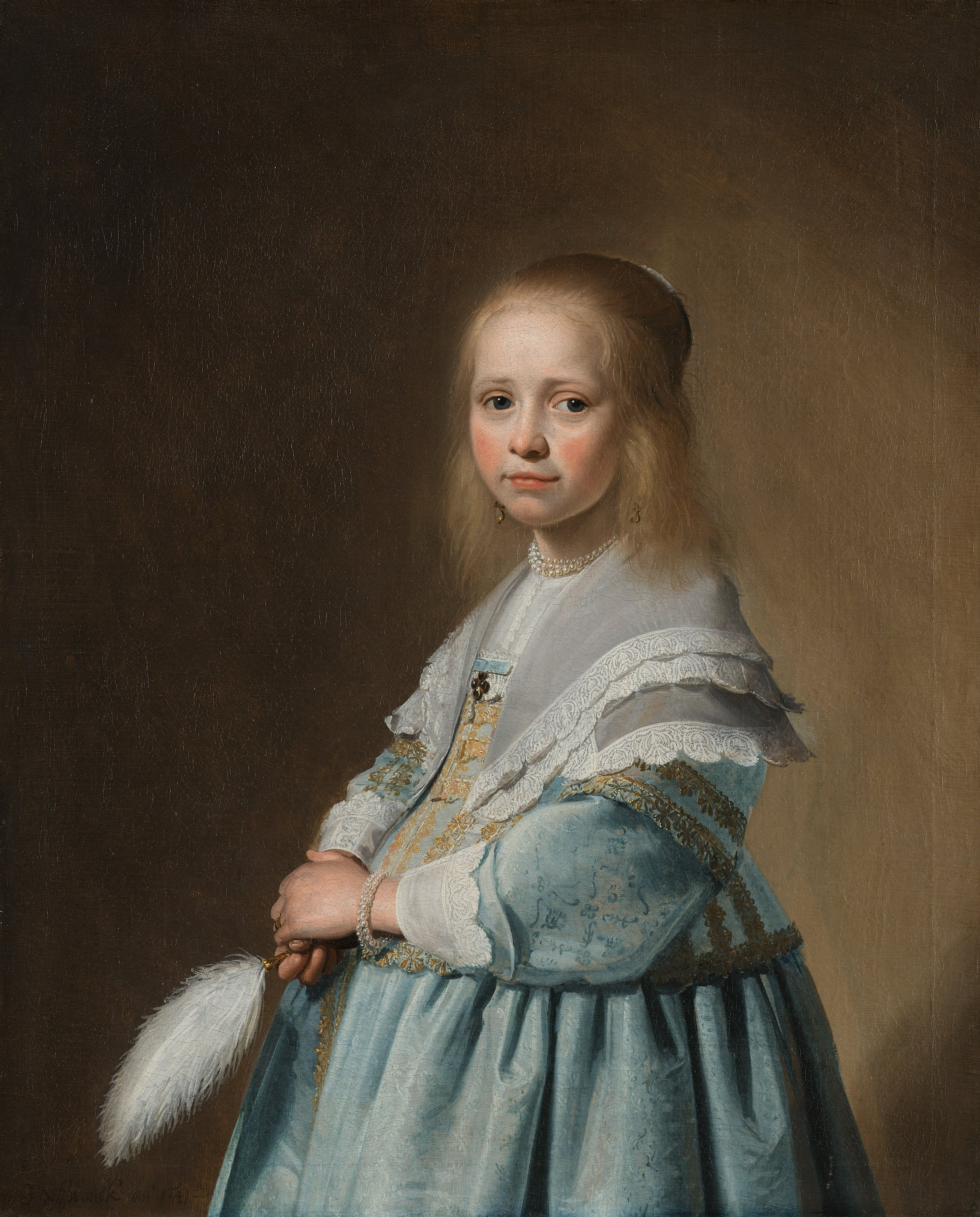
Johannes Cornelisz. Verspronck: Mädchen in Blau, 1641
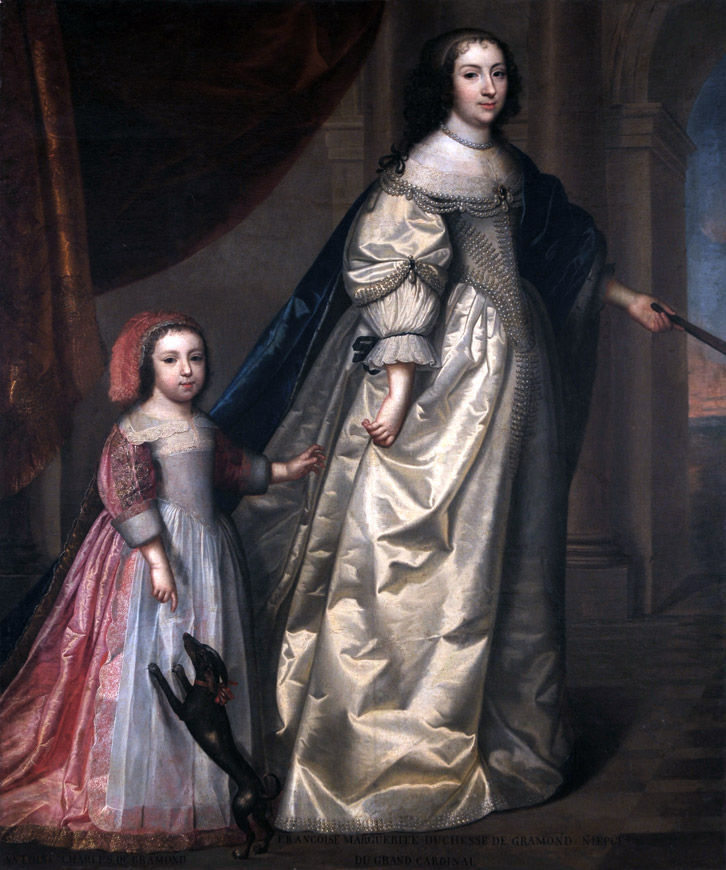
Charles und Henri Beaubrun: Françoise Marguerite du Plessis Chivré (1608-1689), Nichte von Richelieu, Frau von Antoine III. de Gramont, mit ihrem Sohn Antoine-Charles IV. (1641–1720), ca. 1645
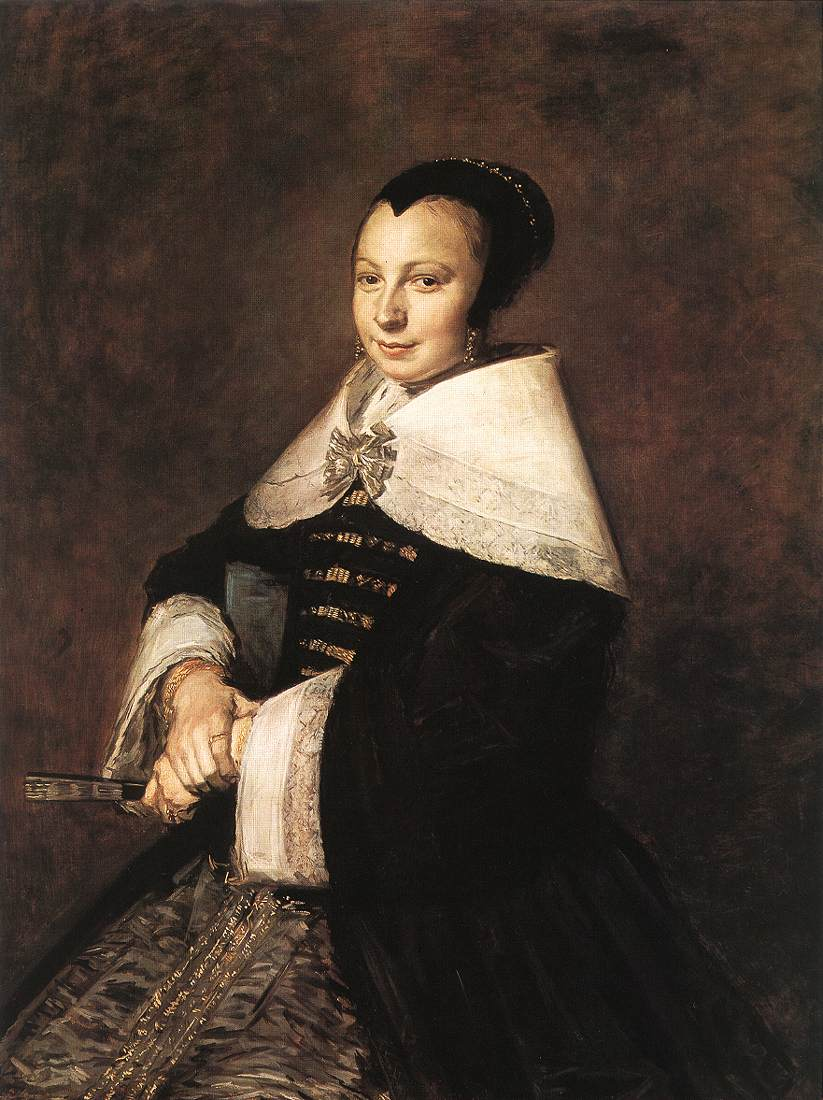
Frans Hals: Lächelnde Frau mit Fächer, 1648–1650
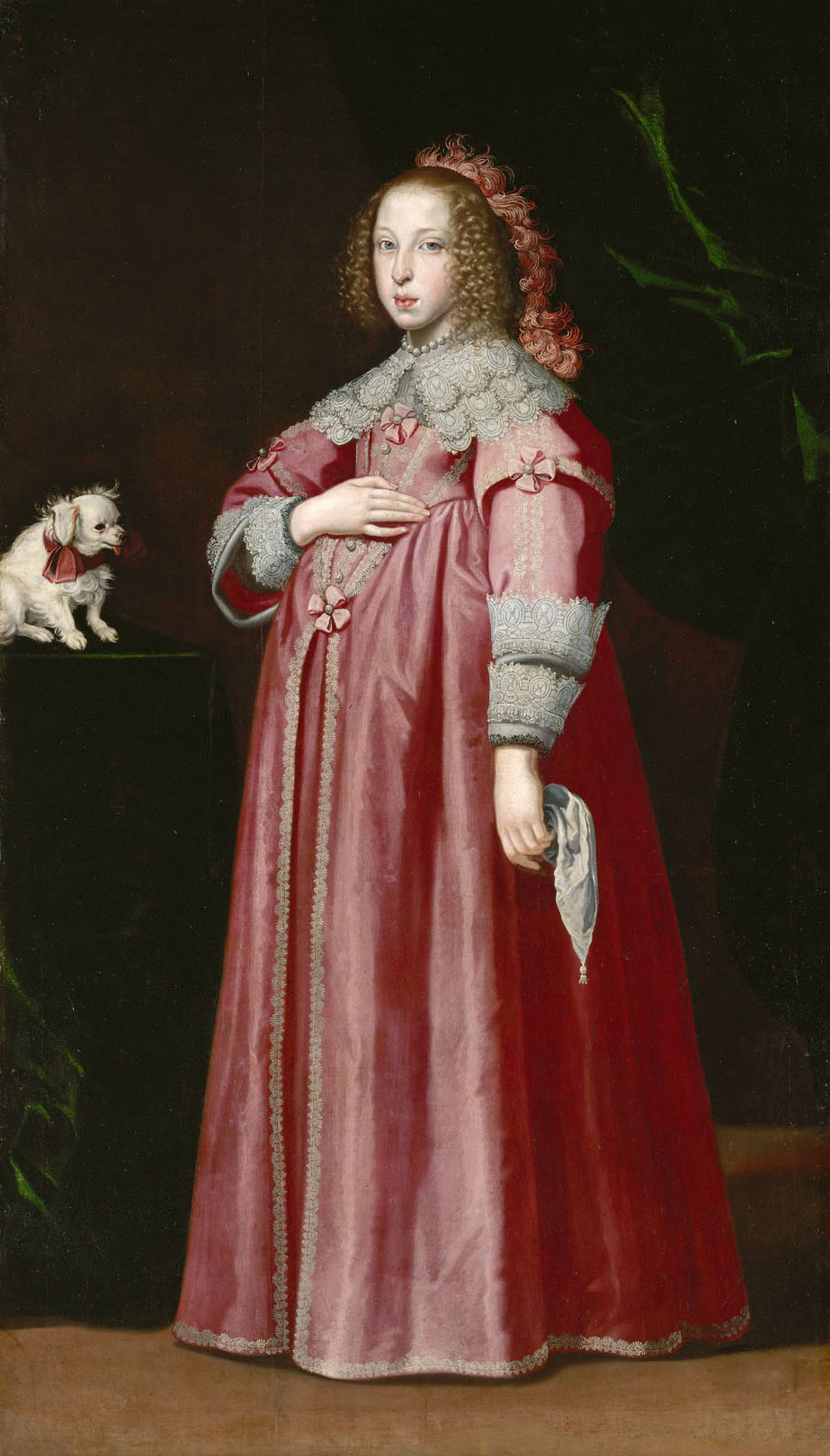
Lorenzo Lippi: Maria Leopoldine (1632-1649), 2. Gemahlin Ferdinands III., 1649
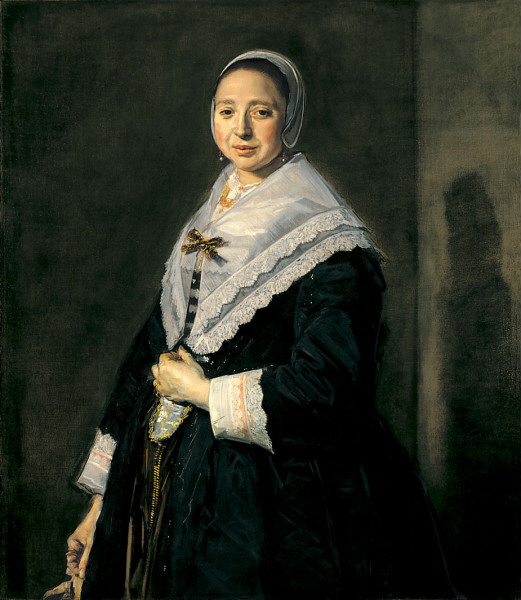
Frans Hals: Damenporträt, ca. 1650–1652. Die holländische Bürgerin trägt auch um 1650 noch ein strenges schwarzes Gewand, das durch den ausladenden spitzengesäumten Kragen aufgehellt wird, dazu ein spitzenbesetztes Häubchen.
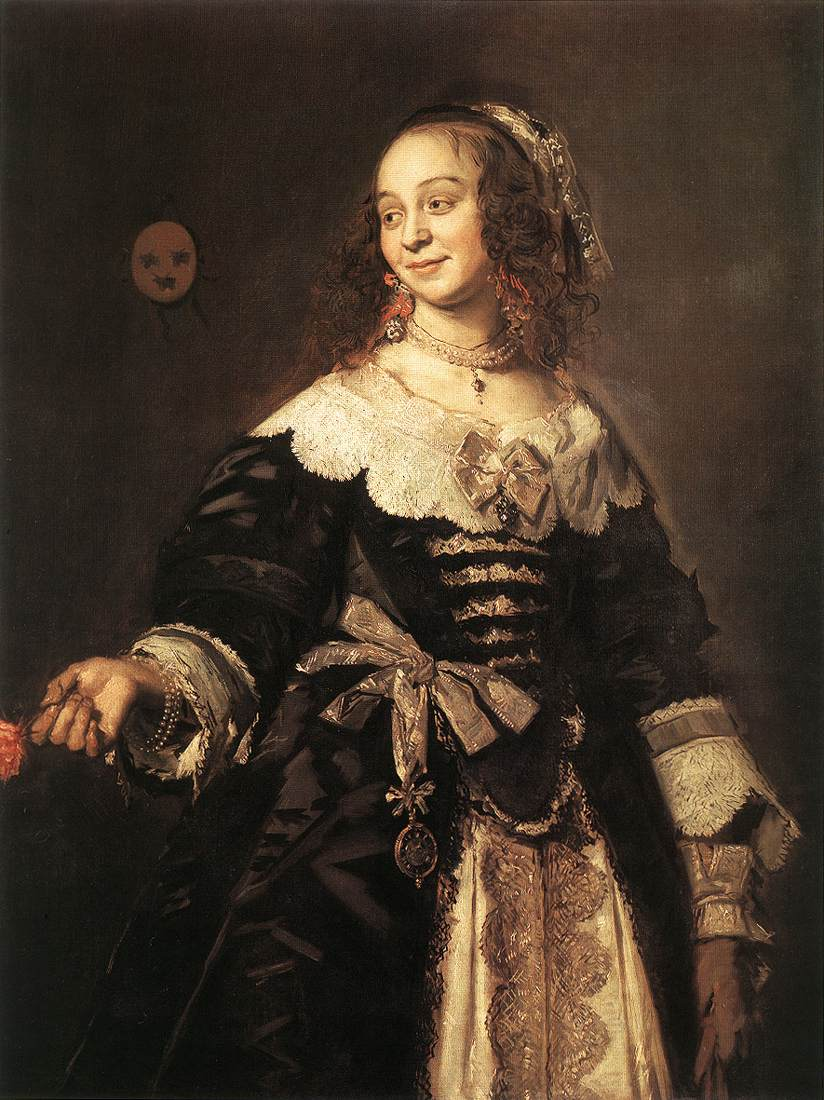
Frans Hals: Isabella Coymans, ca. 1650–1652

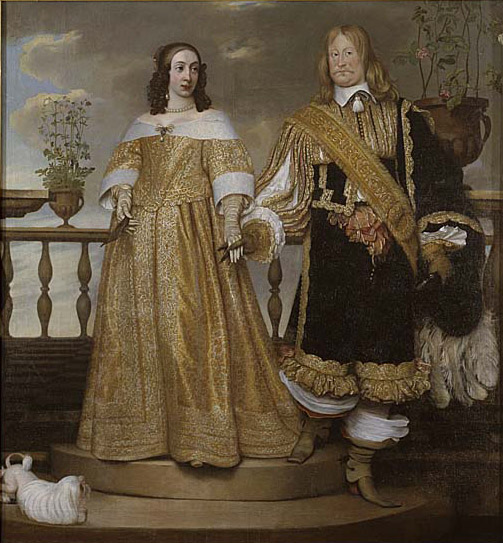
Hendrik Münnichhoven: Magnus Gabriel de la Gardie mit Maria Eufrosyne von Pfalz-Zweibrücken, 1653

## Originale Gewänder ca. 1620–1640

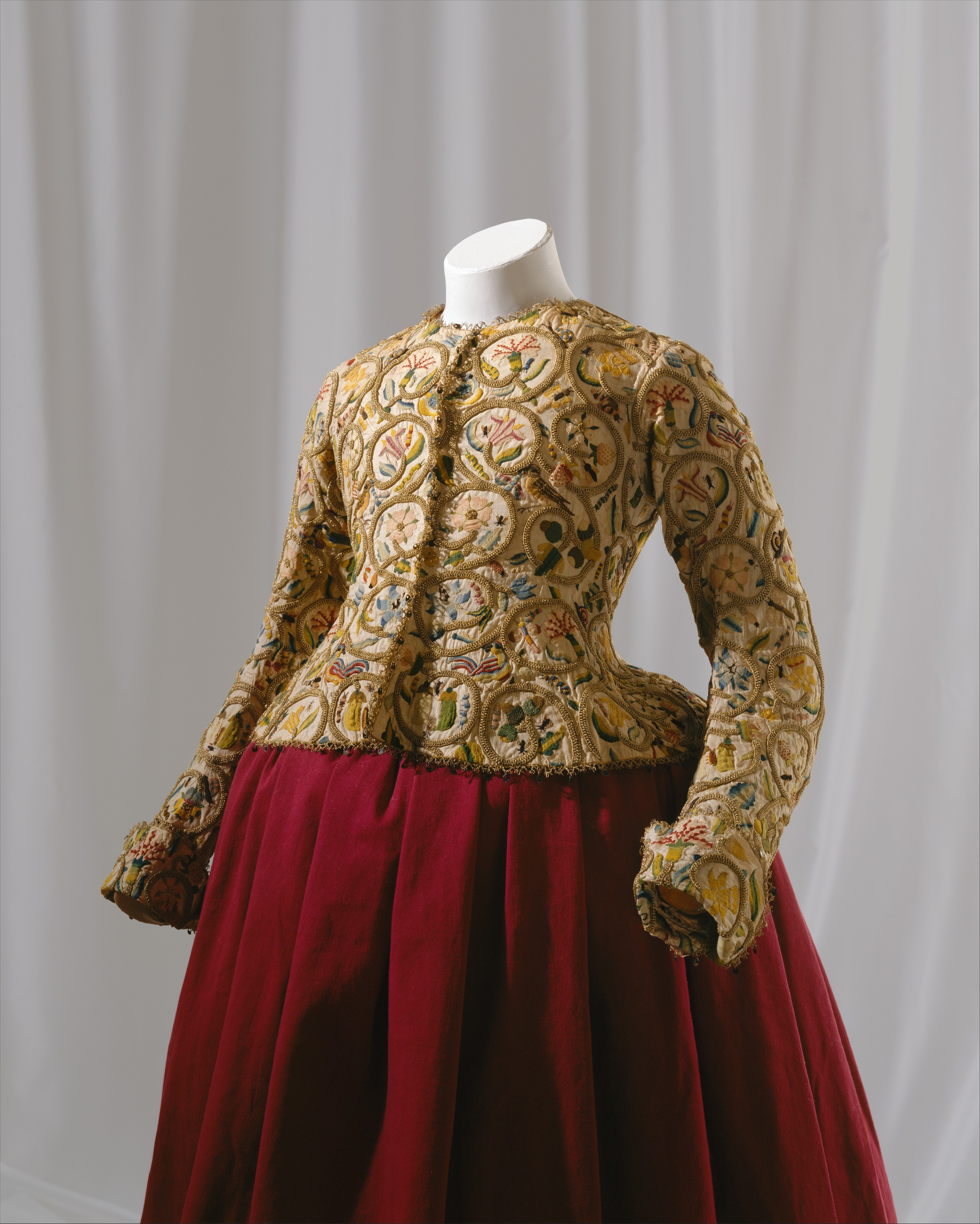
Besticktes Wams, „ca. 1616“. Der Damenrock ist eine moderne Ergänzung im Stil der Zeit; es fehlen Kragen und Manschetten. (Metropolitan Museum of Arts, New York)
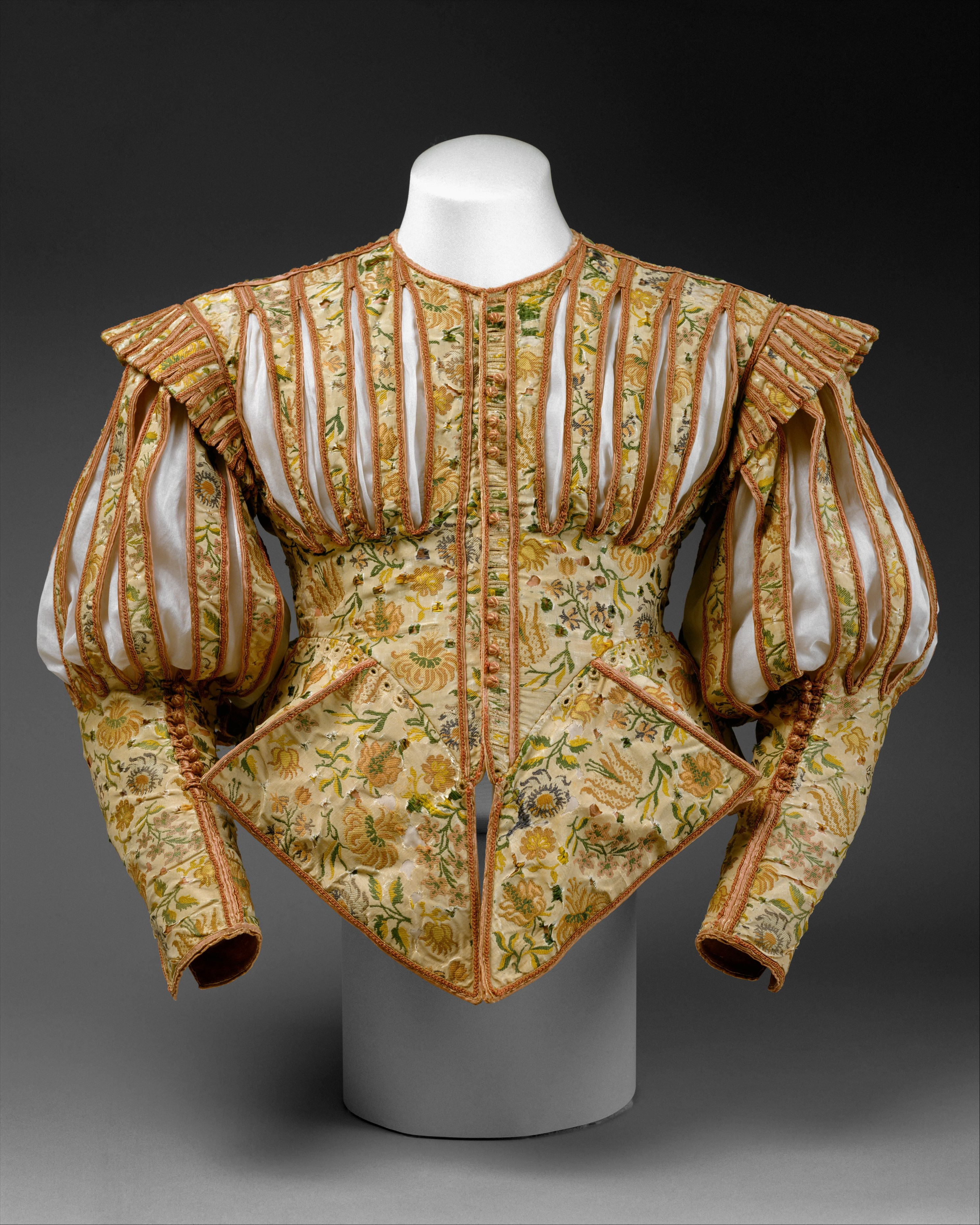
Wams, frühe 1620er Jahre. Auch hier fehlen Kragen und Manschetten. (Metropolitan Museum of Arts, New York)
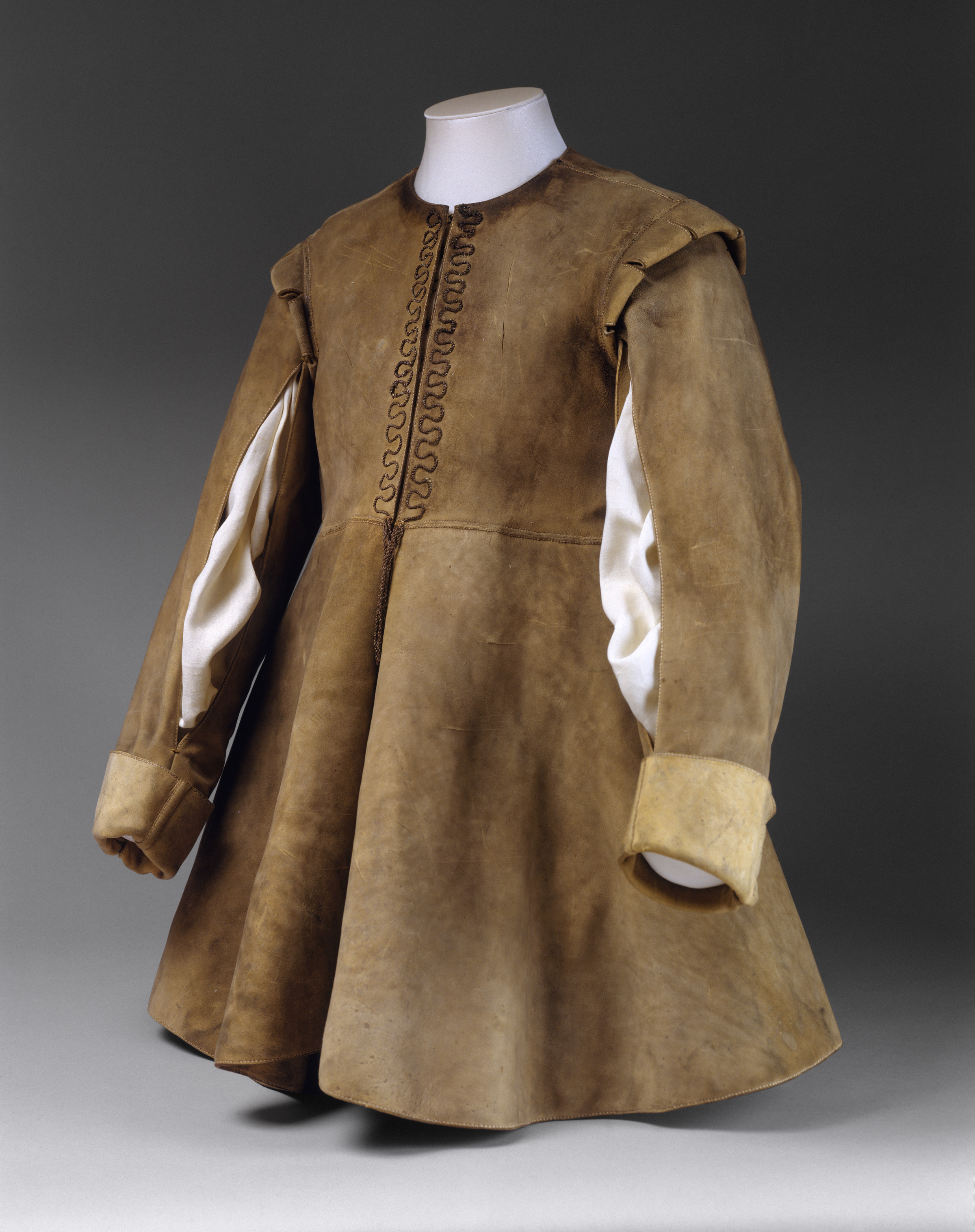
Lederrock eines Mannes, „ca. 1630-1640“. Es fehlen Kragen und Manschetten. (Metropolitan Museum of Arts, New York)

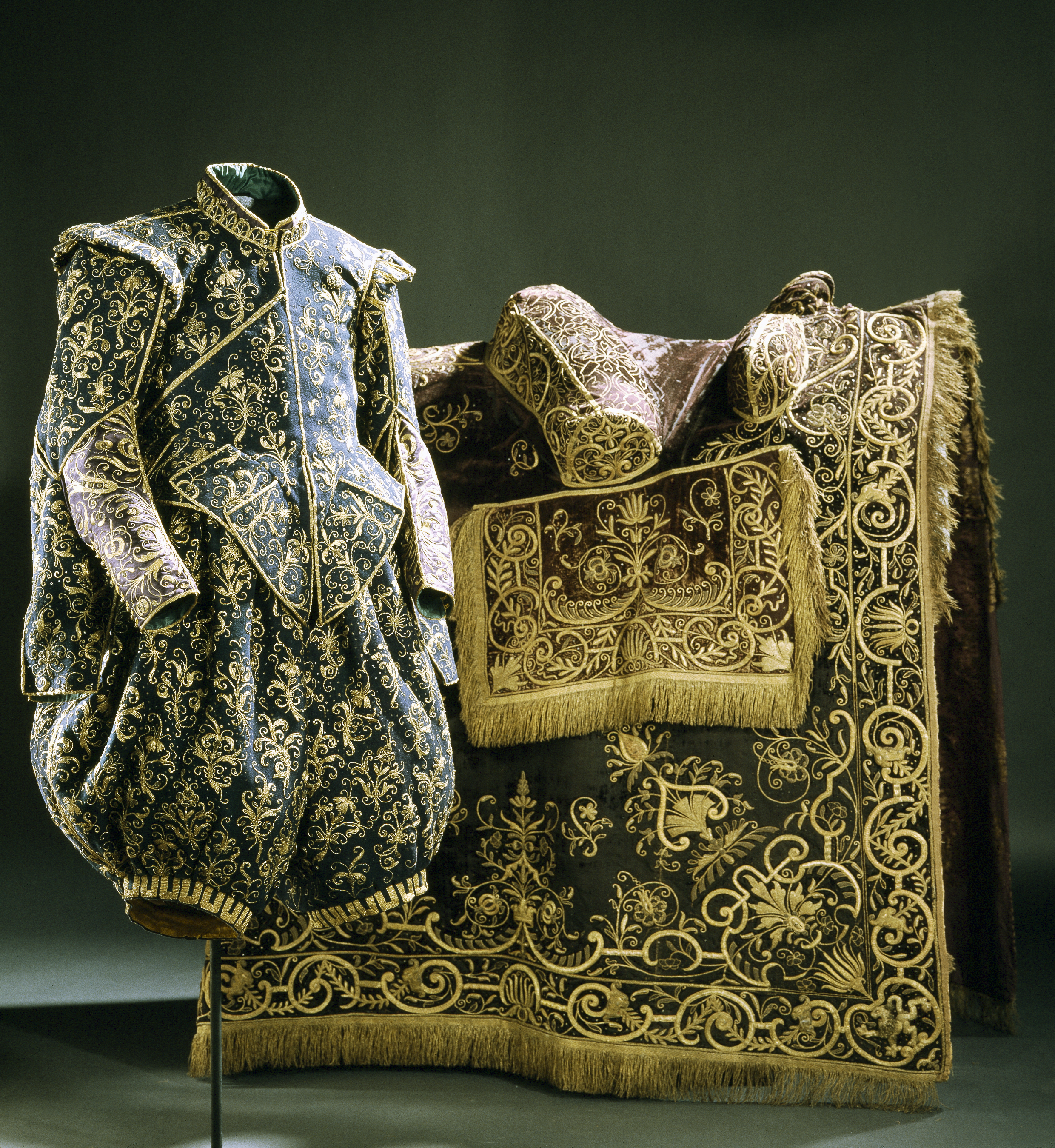
Galagewand von Gustav II. Adolf von Schweden (es fehlen Kragen, Manschetten und Bänder oder Schleifen), dahinter Prunk-Satteldecke (Livrustkammaren, Schweden)